# Quartiere Civitella (Chieti)
Il Quartiere Civitella è uno dei più elevati del centro storico di Chieti, avente come punto massimo e più elevato l'area dell'anfiteatro romano. Il quartiere è detto volgarmente anche Fiera, si suddivide in Fiera Dentro e Fiera Fuori (l'area che inizia da Piazza Trento e Trieste), e includeva anche il Quartiere di Porta Sant'Andrea o delle Tre Croci, dal nome dell'antico convento degli Zoccolanti di Sant'Andrea (XV secolo), trasformato nell'Ottocento nella Caserma Bucciante con l'ospedale militare.

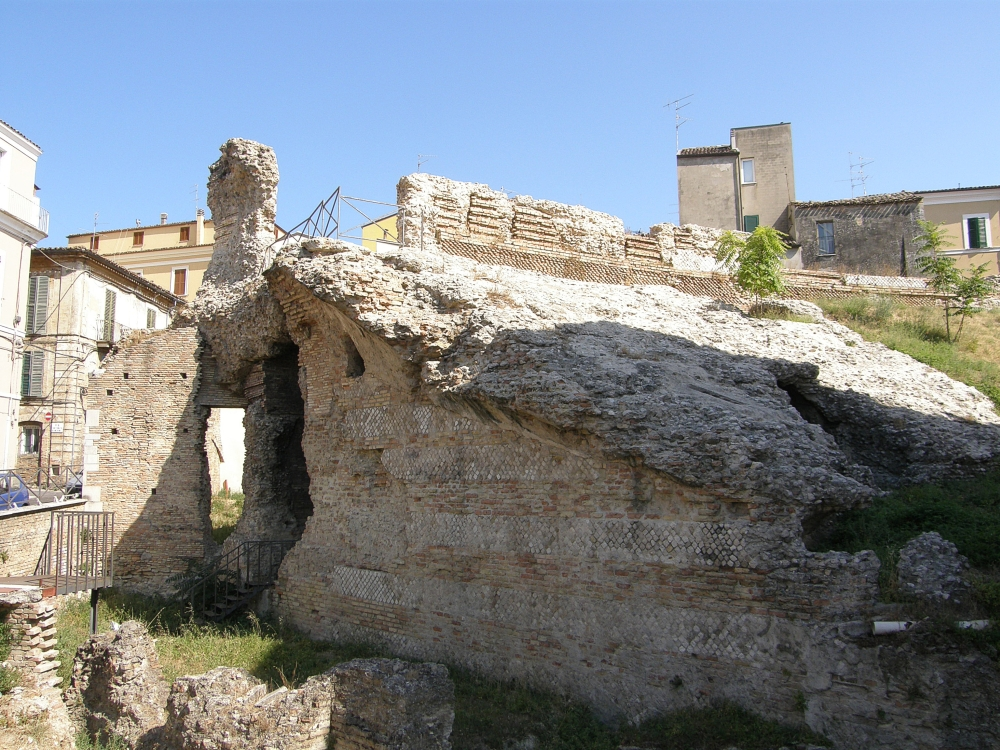
Veduta del teatro romano, in via Porta Napoli

## Storia
Il quartiere, come ricordato dallo storico Girolamo Nicolino, era noto anche come Teti piccola, per differenzialo dal nuovo e più grande quartiere medievale di Teti Maggiore, ossia Porta Santa Maria (Trivigliano). Già nei più antichi documenti del XIII secolo è noto col nome diminutivo di Civitella, detto anche Rione Fiera.

### Anfiteatro romano e arx italica
La città esisteva sin dal IV secolo a.C. circa sopra il colle del centro storico, popolata dagli italici Marrucini, che ne fecero la loro capitale. La città non era interamente abitata, ma solo le parti principali lungo la direttrice attuale via G. Ravizza, area Civitella, via San Rocco. Dunque la posizione del colle Civitella con l'attuale anfiteatro romano, era usata dai Marrucini come zona di difesa, e area sacra con il sito archeologico dei templi della Triade italica, che poi vennero trasferiti più in basso, con la conquista romana, nell'attuale Piazza dei Tempietti. Dunque si può dire, che il processo di urbanizzazione vero e proprio, avvenne grazie a Roma.
Uno dei monumenti più interessanti della Teate romana è l'anfiteatro, incluso nel Parco Archeologico "La Civitella", con annesso museo. L'area sino al 1984 circa ospitata lo stadio comunale, successivamente sono stati realizzati i lavori di scavo archeologico, e l'anfiteatro è stati riconsegnato al pubblico nel 2000. La colline della Civitella, già abitata nell'era protostorica, fu area sacra durante la prima fase di popolamento dei Marrucini, nel Medioevo fu cava per prelevare materiale di costruzione, nonché necropoli, mentre il piazzale fungeva da fiera del mercato. Nell'epoca borbonica fu Piazza d'Armi insieme alla caserma dell'ex convento dei Padri Celestini: dalle prime indagini scientifiche effettuate in occasione del serbatoio idrico del 1982, sono venuti alla luce i resti dell'anfiteatro e di un portico di tre edifici sacri del II secolo a.C.; questi ultimi occupavano la parte alta del colle.

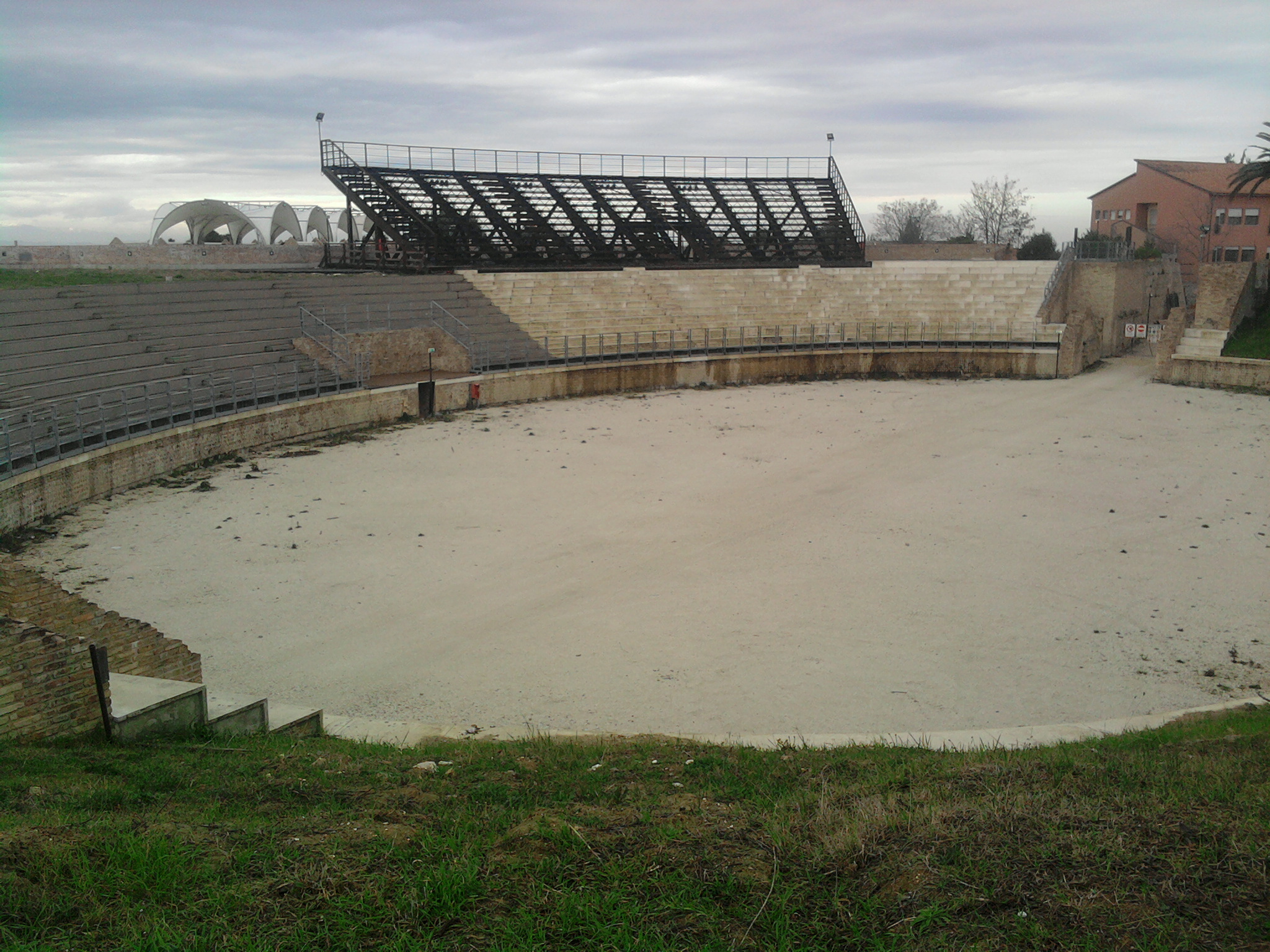
Anfiteatro romano della Civitella

Insomma l'Acropoli di Teate si trovava tra l'anfiteatro e la chiesa di Santa Maria in Civitellis o della Madonna del Carmine, gli edifici occupavano il diverticolo viario della Tiburtina Valeria, che attraversava Teate, mentre gli edifici sacri furono distrutti nel I secolo, per spostare l'area sacra presso quella del "pozzo", compresa tra Largo Marco Vezio Marcello e l'ex Largo del Pozzo, oggi Piazza Valignani. L'anfiteatro costruito in quest'epoca ristrutturato durante il governo dell'imperatore Claudio, con l'avvento del cristianesimo fu abbandonato, nel IV secolo d.C. Nel XIII secolo in loco venne eretta la chiesa di Santa Maria, si presume sopra il tempio di Achille, l'area dell'anfiteatro, occultato nel frattempo da smottamenti e da fango e sedimenti, divenne orto dei Padri Celestini, nel XIX fu Piazza d'Armi come voluto dal Generale Giuseppe Salvatore Pianell, fino alla riscoperta attuale.

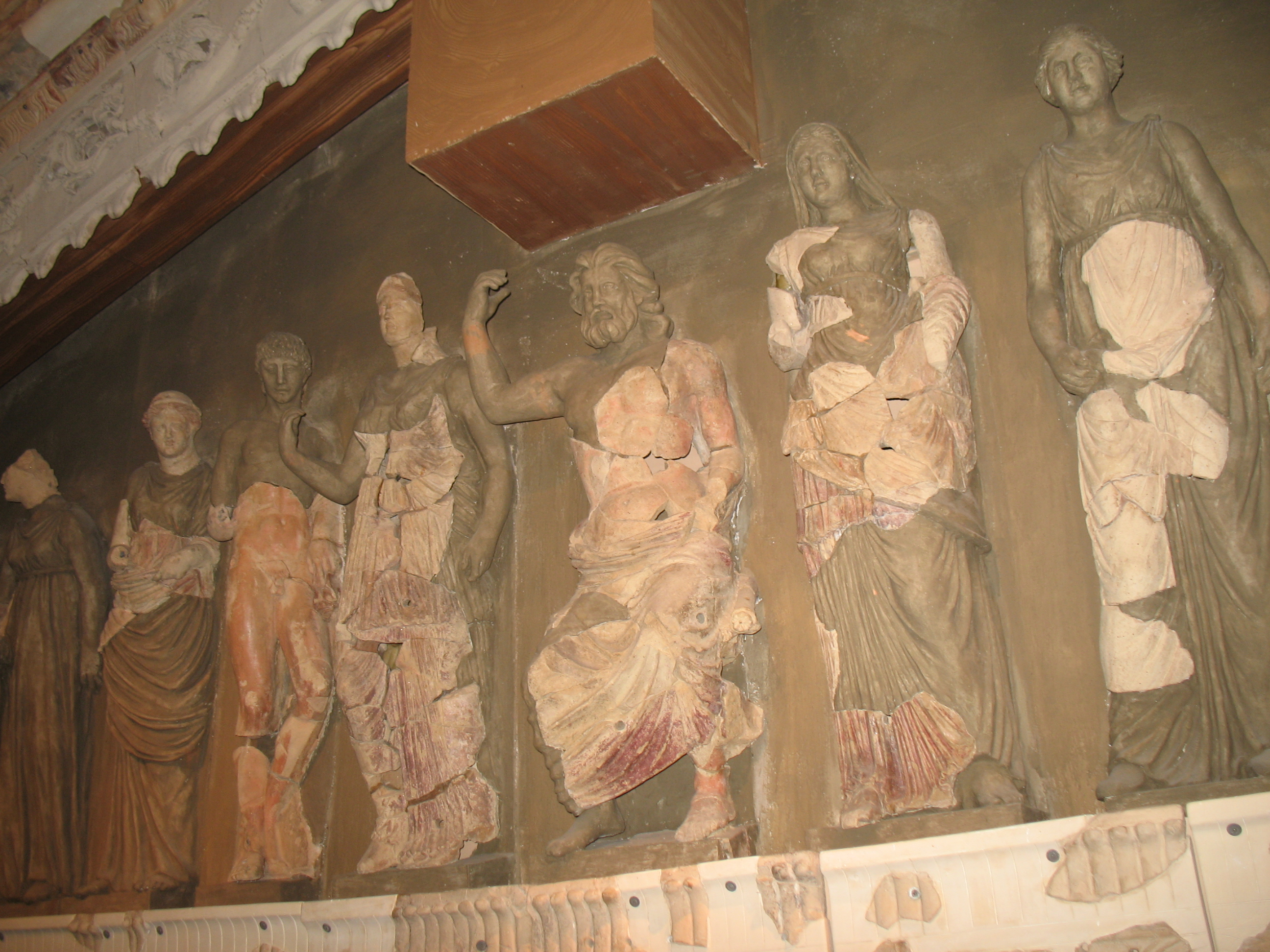
Frontone di tempio italico, ricostruito con materiale originale all'interno del Museo Archeologico "La Civitella"

I tre templi scomparsi erano parte di un santuario decorato con statue a frontone e lastre di rivestimento di raffinata fattura, che sorgeva intorno al II secolo, la documentazione archeologica ha permesso l'individuazione degli edifici, proviene dal numero di frammenti fittili, rinvenuti a metà anni '60 durante i lavori di costruzione della palestra dell'Istituto Magistrale "Isabella Gonzaga", in una fossa votiva e dai resti di fondazioni dei templi ancora visibili nel sito del Parco della Civitella.
Gli scavi del 1982 hanno chiaramente reso maggiori informazioni sulla presenza di questi templi, e sull'insistenza su di essi del successivo anfiteatro. Le terrecotte e le statue degli edifici sacri vennero depositate in una fossa del terreno più a valle, per un altro utilizzo, che non avvenne. Della struttura relativa a uno dei templi, di cui sono state rinvenute parte delle fondazioni realizzate in calcestruzzo, si desume che potrebbe essere orientato a Nord-Est, col fronte verso la chiesa di Santa Maria. Il tempio era composto da tre celle a doppio colonnato anteriore, ed aveva misure standard per i canoni romano-italici del periodo.
Degli altri edifici non si conosce quasi nulla, se ne ipotizza l'esistenza sulla base di complessi decorativi che sembrano appartenere ad altri due templi, e ad altre edicole votive. Probabilmente i tre edifici principali trovavano posto l'uno accanto all'altro con il fronte allineato lungo la viabilità dell'Acropoli della Civitella. In età cesariana la zona era in grave dissesto idrogeologico e le costruzioni vennero livellate, e le decorazioni vennero depositate sotto terra in occasione della costruzione del porticus, realizzato a sostruzione della collina.
Al I secolo d.C. risale la costruzione effettiva in pietra e mattoni dell'anfiteatro: le prime testimonianze di una presenza sul colle di una struttura quale ludus gladiatorum, sono nell'attuale Palazzo De Chiara, nella metà dell'800, quando venne sistemata la Piazza d'Armi. In questo conteso furono scoperti per caso per la prima volta i templi italiciDurante gli scavi del 1982, nel 1991-92 fu scoperto anche l'ingresso settentrionale, quando vennero demolite le tribune del vecchio stadio, insieme a piccoli edifici artigianali, e una fornace. L'anfiteatro misura 60x40 metri, ricavato lungo le pendici orientali del colle, era direttamente collegato con la viabilità cittadina a nord, e con quella extraurbana a sud, per la posizione periferica e per la tipologia, trova stretti confronti con l'anfiteatro di Alba Fucens.
L'edificio ha la pianta ellittica, fu realizzato sfruttando al massimo la conformazione naturale del terreno: l'arena, il campo centrale in terra battuta, fu adattata sbancando una piccola della collina; sagomando i pendii di questa furono ricavate tutt'intorno le gradinate della cavea, semplicemente rivestita in pietra, dove prendevano posto gli spettatori.

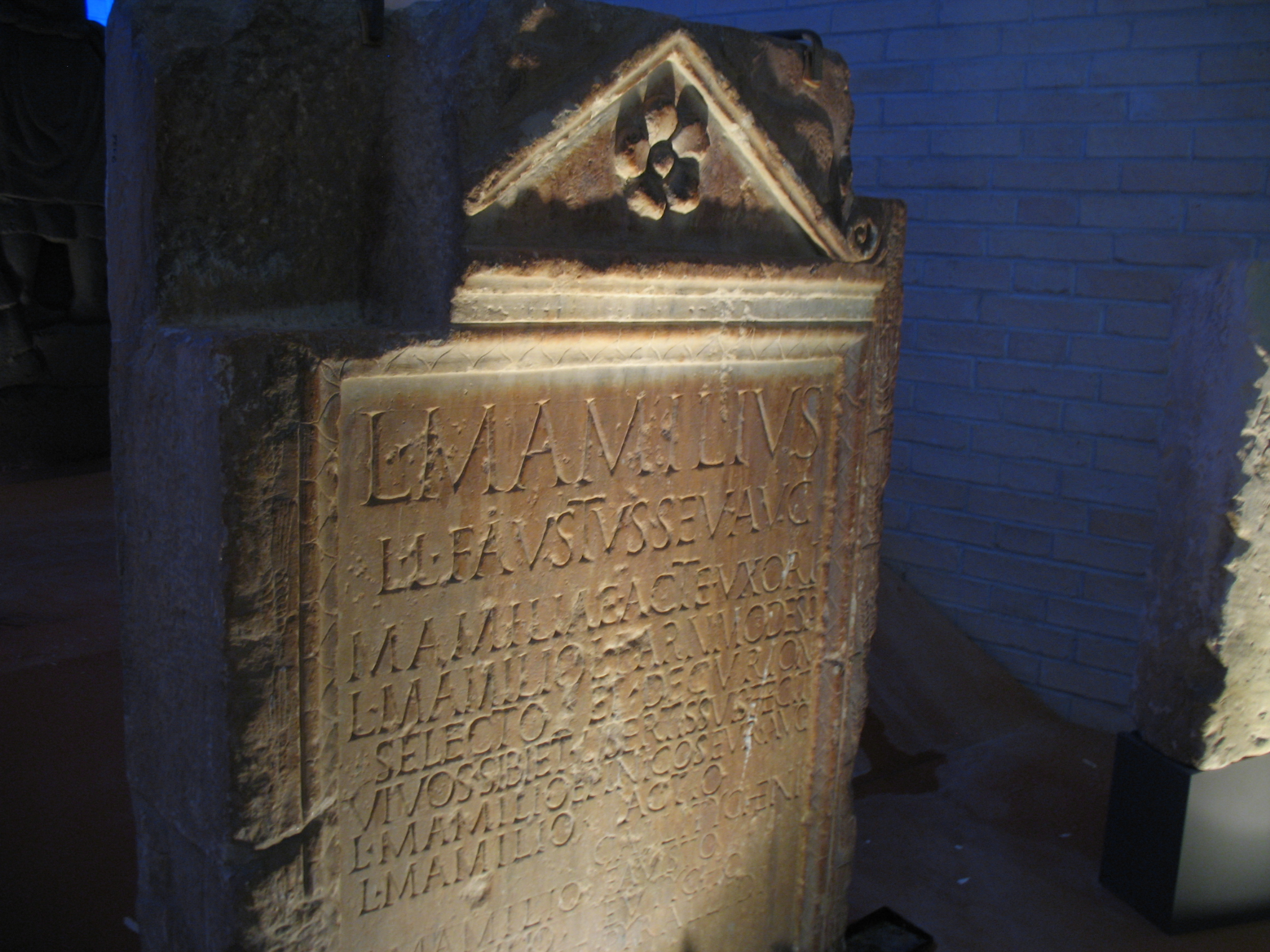
Edicola funebre italica, rinvenuta nell'area della Civitella, e conservata nell'omonimo museo archeologico

I due sistemi di accesso collocati lungo l'asse maggiore dell'edificio, furono invece ottenuti tramite una notevole opera di sbancamento, e come normale prassi della costruzione degli anfiteatri romani, erano utilizzati uno per l'accesso della popolazione locale a nord, e l'altro per i forestieri a sud. Nella caratteristica opus reticulatum bicroma con ricorsi del laterizio, furono realizzati il podium ossia il muro che delimita l'arena, la tribuna sul lato occidentale dell'ellisse, e i muri che contenendo il terreno del colle, venivano a definire i due articolati sistemi di accesso.
In età medievale l'arena dell'anfiteatro fu usata per varie attività, per lo più commerciali, che dettero al rione il toponimo "Fiera", l'impianto cadde in disuso, il fatto che l'opera fosse usata come necropoli è documentato dal ritrovamenti di stoviglie di produzione africana, usate per veri e proprio banchetti funebri; le tracce della fornace del VII secolo d.C. testimoniano che l'area fosse usata anche per attività artigianali.

### Chiesa di Santa Maria della Civitella

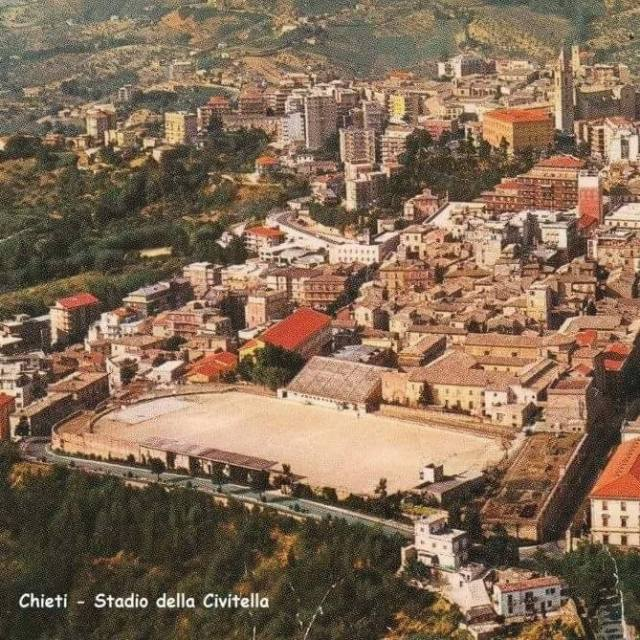
Fotografia del 1982 dello stadio comunale della Civitella, situato sopra l'anfiteatro romano, poi smantellato

La chiesa fu costruita dai Padri Celestini, nel XIII secolo, le prime attestazioni della sua presenza risalgono al 1295, sempre secondo lo studioso Girolamo Nicolino, la chiesa fu eretta sopra il tempio di Teti e Achille. La chiesa fu modificata varie volte, soprattutto nel XVIII secolo, tanto che non è possibile leggere l'antica struttura, se non dal mirabile portale gotico di epoca angioina (forse 1321, realizzato dall'ortonese Nicola Mancino). Il portale è di pregevole fattura, in pietra della Maiella, caratterizzato dalla cornice a colonna tortile, lunetta ogivale con la rappresentazione di un sovrano, forse Carlo II d'Angiò, e una ghimberga di contorno. L'affresco della lunetta invece mostra la Madonna della Neve tra San Pietro Celestino e Sant'Antonio di Padova.

### Tra Ottocento e Novecento

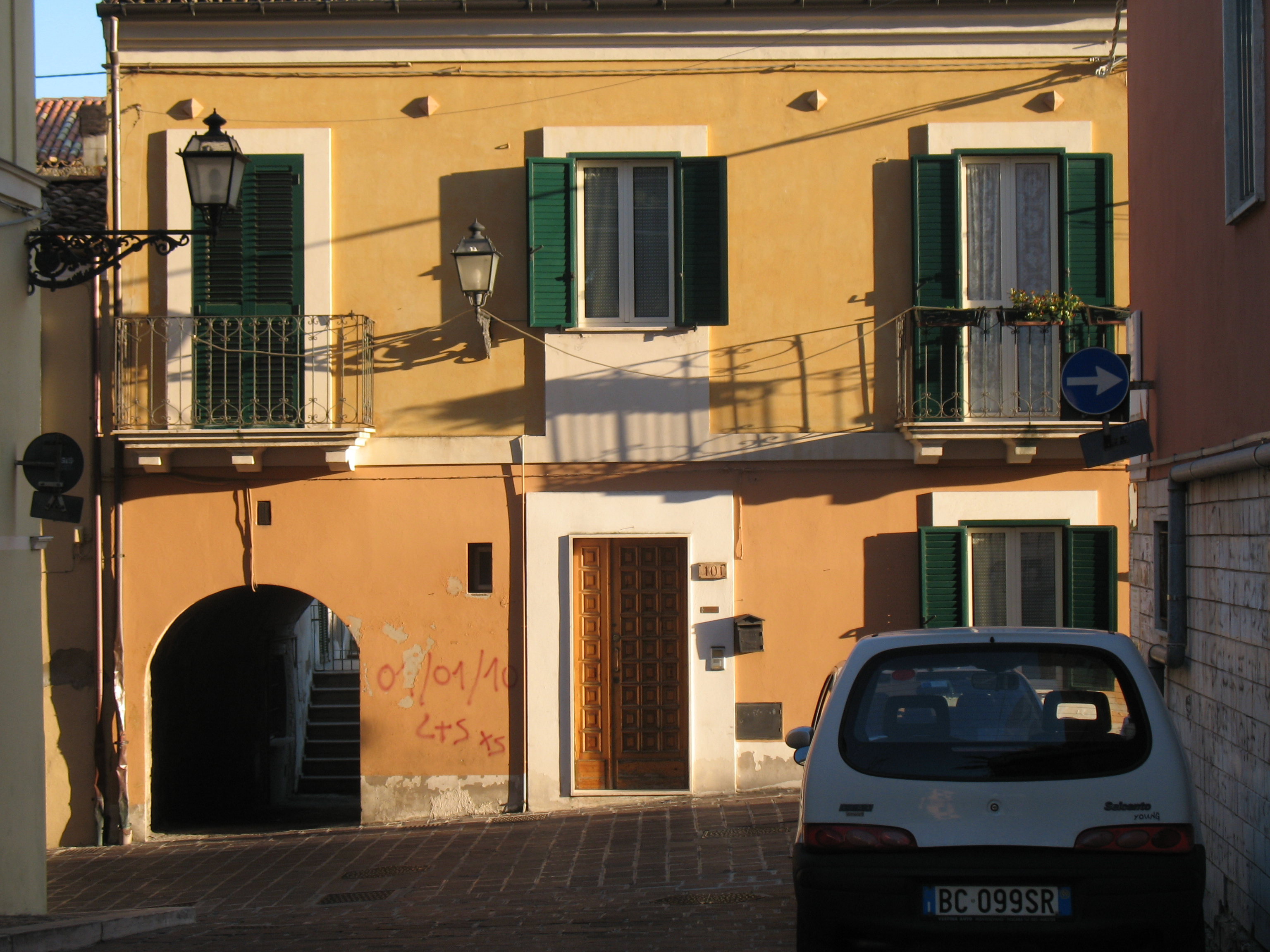
Un'abitazione della Civitella, lungo via G. Ravizza, lo "struscio" principale

Nell'Ottocento uno dei principali problemi di Chieti fu l'igiene a causa della mancanza di condutture fognarie e di scarico. Il dottor Pellicciotti che pubblicò un'inchiesta, si adoperò per risolvere il problema. Nel 1867 ci furono alcune migliorie con l'istituzione di un corpo di netturbini comunali, ma la questione igiene si andava estendendo in ben altri campi, sino allo stesso problema delle sepolture, che ancora si effettuavano all'interno delle chiese, mancando un cimitero comunale. Nel 1888 si progettò il cimitero nuovo presso il borghetto Sant'Anna. Altro problema era l'abitazione, poiché il centro storico risultava saturo, benché contasse soltanto circa 22.000 abitanti, molti dei quali costretti a vivere in piani sotterranei, composti di una sola stanza. Intorno al 1880 l'ingegner Mammarella si adoperò per edificare nuovi quartieri popolari, ispirandosi al modello di abitazione all'inglese; e fu così che nacquero i primi sobborghi a ridosso delle mura, come il Borgo Marfisi, il borgo Madonna degli Angeli, il borgo Sant'Anna e quello di Santa Maria Calvona.

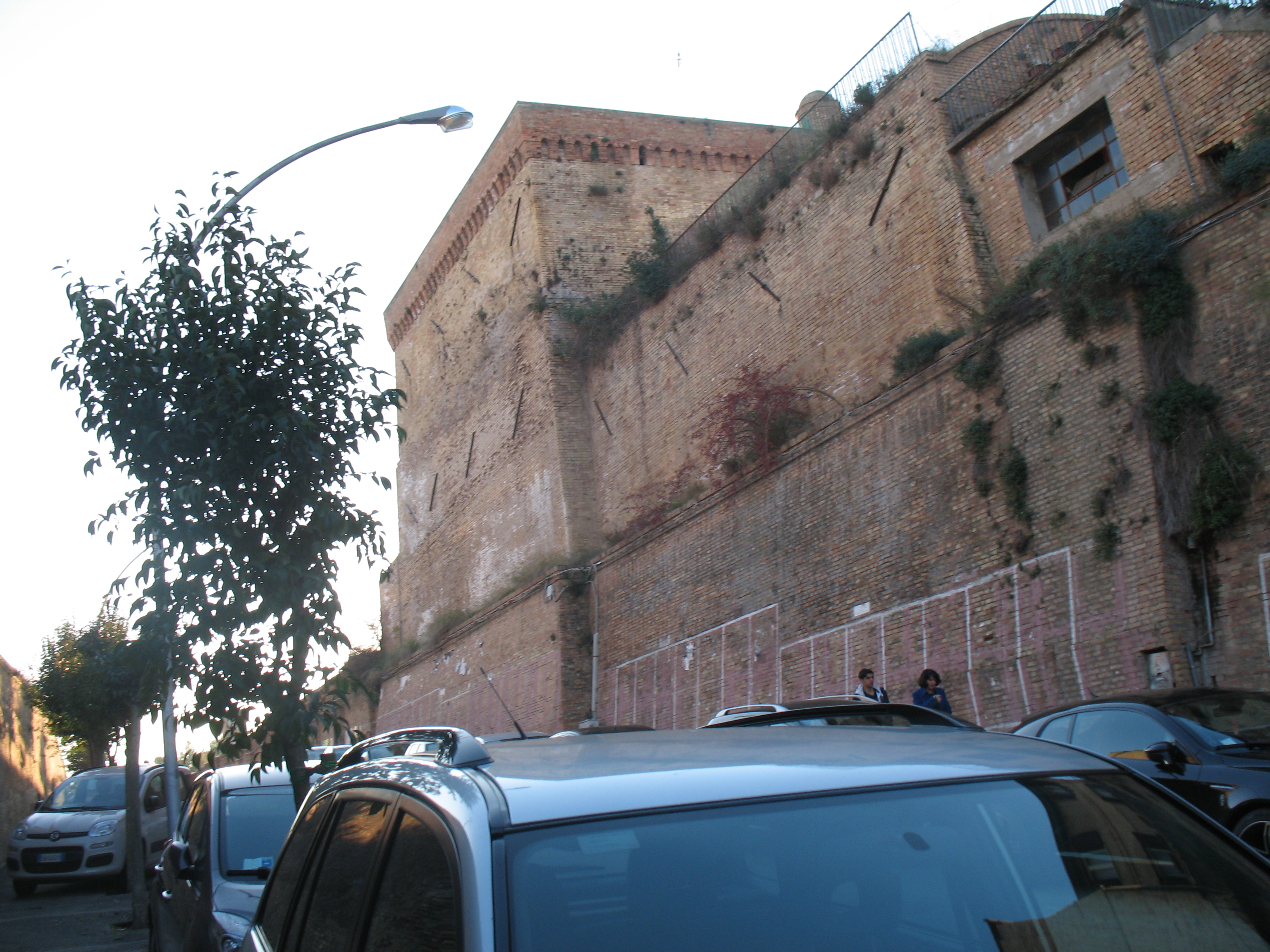
Torre della cisterna, via Nicoletto Vernia

In una relazione del 1895 il deputato Della Valle denunciò il ripiegamento della città su sé stessa al livello urbano, sociale ed economico, dopo il fatto che Chieti era stata tagliata fuori dalla principale ferrovia che aveva la stazione a Chieti Scalo, proseguendo verso Pescara. Il consiglio provinciale gestito dai principali membri Giuseppe Nicola Durini, gli Zambra, i Mezzanotte, non avevano saputo dare sufficienti risposte, malgrado delle proposte di istituzionalizzazione nella città di alcune specifiche scuole, di cui si ricorda la creazione del Regio Istituto Tecnico per Geometri (1865) e la villa comunale, nel territorio di proprietà del barone Frigerj. Nel 1872 Camillo Mezzanotte fece in modo di espropriare dei terreni agli Zambra per realizzare la stazione ferroviaria a Manoppello Scalo, dopo quella di Chieti Scalo, venendo da Pescara in direzione per Roma. Il progetto per la costituzione di un cordone viario ferroviario risalivano al 1853 per mano di Panfilo De Riseis, che pensava di creare a Chieti una stazione ferroviaria in grado di collegare collina e mare, come nei casi di Lanciano-San Vito, Atri-Cerrano-Fosso Galvano (Pineto).

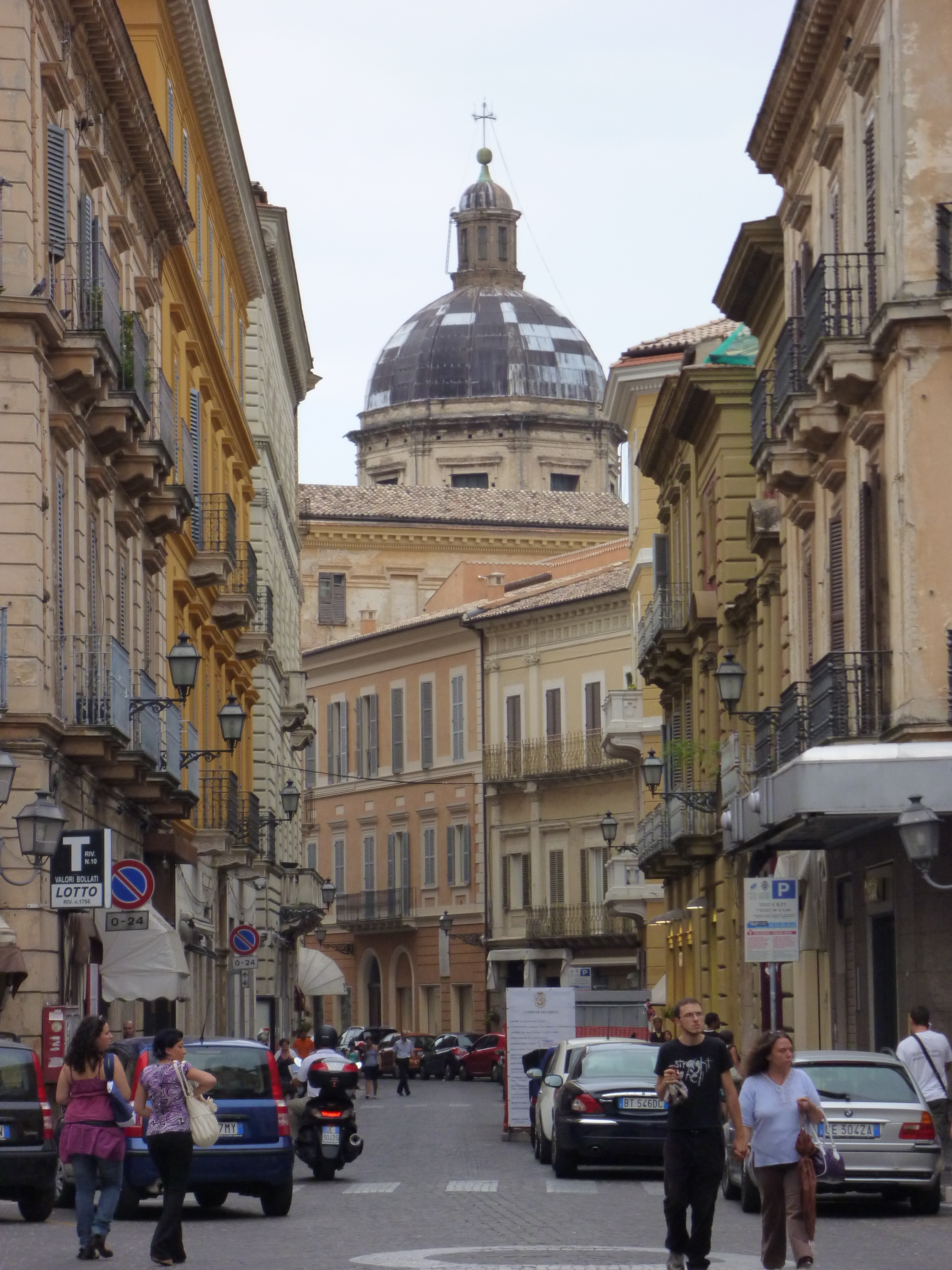
Corso Marrucino, ex via Ulpia, prolungamento da Largo del Pozzo

### Aspetti della città nell'Ottocento: le mura e le ville
Alla fine del secolo le modifiche, oltre al piano Pomilio, si vedono con l'ascesa delle famiglie alto-borghesi dei Frigerj-Nolli e dei Mezzanotte-Mazzella. Il barone Frigerj aveva fatto realizzare nel 1830 la villa gentilizia presso il Piano Sant'Andrea dove si trovava il convento adibito a caserma Bucciante con ospedale, i Nolli si erano stabiliti più a nord-ovest, presso la villa dove oggi si trova il Seminario pontificio regionale, e via San Rocco, piazzale della chiesa di Santa Maria della Civitella. Il Casino Mazzella costituiva uno degli elementi di urbanizzazione ad estremo nord-est, nel quartiere Gaetani-D'Aragona (oggi Sacro Cuore), poco distante dalla villa Obletter, presso la chiesa di Santa Maria de Cryptis. Mentre gli interventi Frigerj-Nolli interessavano i tratti che già dal 1806 erano previsti in un piano di riqualificazione, ossia la villa fuori Porta Sant'Andrea, il piano dei Mezzanotte-Mazzella si concentrava sull'urbanizzazione delle campagne e delle parti rimaste vergini all'interno delle mura, come nel quartiere Trivigliano-Santa Maria, dove venne edificato il cosiddetto "grattacielo".
Sempre nella seconda metà dell'Ottocento prese avvio la costruzione di piccole industrie, come il liquorificio Barattucci (1840) a Porta Pescara, e dal 1864 la Società teatina del Gas, privatizzata nel 1882, mentre a nord-ovest, a ridosso del colle della Misericordia, nei dintorni di via Colonnetta, prendevano avvio le fabbriche di mattoni e laterizio, le "fornaci". di via Colonnetta. Nel 1879 Filandro Quarantotti progettò la costruzione di un altro istituto tecnico come "Scuola d'Arte applicata all'Industria", mentre nel 1881 prendeva avvio l'istituto professionale femminile.
Se dunque da una parte c'era l'interesse economico ed espansionistico di Camillo Mezzanotte, dall'altra c'era la contraddizione delle caserme militari, che dal 1809 erano state costituite all'interno dei conventi soppressi. La storia militare di Chieti iniziava intorno al 1513, quando il re Carlo V dette avvio al definitivo processo di fortificazione del fiume Pescara e della valle costruendo la fortezza spagnola attorno Pescara, baluardo comunicante con le altre fortezze di Rocca Capo d'Atri e di Civitella del Tronto. Andando più avanti alla metà dell'Ottocento, l'apparato murario del XV-XVI secolo era andato dissolvendosi, poiché il ruolo delle mura era decaduto da sistema difensivo contro attacchi a quello di contenimento sanitario e di pagamento doganale per l'ingresso delle merci alla città. Per questo erano scomparsi ingressi come Porta Santa Caterina (o da un solo occhio lungo via Asinio Herio), Porta Reale al teatro romano, la Porta Sant'Andrea (di cui si era progettata una ricostruzione in forme monumentali mai realizzata, e dunque il torrione venne inglobato nella chiesa della Trinità come cappella del Sacramento) e la Porta di Santa Maria, presso la chiesa di Sant'Agostino e la caserma Pierantoni.
Altre problematiche riguardavano il rifornimento idrico della città, messe allo scoperto già nel 1846 da Giovanni Mazzella, che tentò di risolvere la cosa con pozzi artesiani, mentre nel 1864 si pensò di captare l'acqua direttamente dalla Maiella con un acquedotto. A queste incognite si pensò di dare risposta con l'allargamento della città oltre le mura, che vennero definitivamente demolite o inglobate nelle case; caso contraddittorio comunque, dato che l'area lasciata all'aperto dalla demolizione, negli anni '60 venne rioccupata da palazzoni vari popolari. Nel 1849 il generale Landi occupò Piazza Grande (oggi di San Giustino), istituendovi un presidio militare, che andrà poi a costituire il Palazzo di Giustizia negli anni '20 del Novecento. La militarizzazione dapprima francese (1809-1815) e poi dal 1860 con Giuseppe Salvatore Pianell, come detto comportò l'occupazione dei principali conventi soppressi, la Civitella con l'anfiteatro e l'ex convento del Carmine divenne polveriera (1872), nel 1885 con il piano riqualificatore di Pomilio venne demolito il bastione del convento dei Cappuccini (oggi sede distaccata della CariChieti affacciata su Piazza Garibaldi) a Porta Sant'Anna, privilegiando il piano Gaetani-D'Aragona, che aveva soltanto poche case dei Cavallo, Obletter, Mazzella; infatti proprio qui verrà edificato il nuovo cimitero civile presso la chiesetta di Sant'Anna.

### Cambiamenti urbani nell'Unità d'Italia
L'area del Trivigliano tra Porta Pescara e Fonte Vecchia rimase in mano ai militari, con l'istituzione della caserma Pierantoni presso il convento di Santa Maria, in modo da controllare i traffici provenienti dal porto di Pescara. Tuttavia proprio questo collegamento con Pescara nella prima metà dell'Ottocento aveva fatto percepire possibili spiragli di un futuro economico più prolifico. Intanto nel 1847 Ferdinando II delle Due Sicilie proponeva di dislocare la colonna mobile d'artiglieria dall'Aquila a Chieti, per acquartierarla proprio nell'ex convento dei Cappuccini a Porta Sant'Anna; ma alla fine si scelse per il terreno più vasto e aperto dell'ex monastero di Sant'Andrea degli Zoccolanti, che divenne la caserma Bucciante con annesso ospedale militare.
Le ragioni militari sembrarono insomma, sino almeno agli anni Settanta dell'Ottocento, prevalere sui quelle comunali, dato che sulla neonata Piazza Garibaldi fuori Porta Sant'Anna, venne eretta anche la Caserma "Vittorio Emanuele II" (oggi dedicata a F. Spinucci), e bisognerà attendere nel 1885 il piano Pomilio, essendo decaduto il piano Vigezzi-Spatocco. La militarizzazione dei conventi all'interno delle mura riguardò i monasteri del Carmine (presso la Civitella - chiesa di Santa Maria in Civitellis), degli Zoccolanti (Sant'Andrea), dei Cappuccini (San Giovanni Battista), dei Domenicani (chiesa di San Domenico, definitivamente sostituita nel 1913-14 dal Palazzo della Prefettura su Piazza Umberto I e dal Palazzo Provinciale lungo il corso Marrucino), dei Paolotti (chiesa di San Francesco di Paola con il convento adibito a carcere), dei Gesuiti (chiesa di Sant'Ignazio trasformata nel 1818 nel teatro "San Ferdinando" poi Marrucino, e l'ex Collegio adibito a struttura civile, il Palazzo Martinetti-Bianchi), delle Clarisse (chiesa di Santa Chiara su via Arniense, con l'ex convento oggi comando dei Carabinieri) e degli Scolopi (chiesa di San Domenico Nuovo al corso Marrucino, con accanto il convitto regio "Giovan Battista Vico").

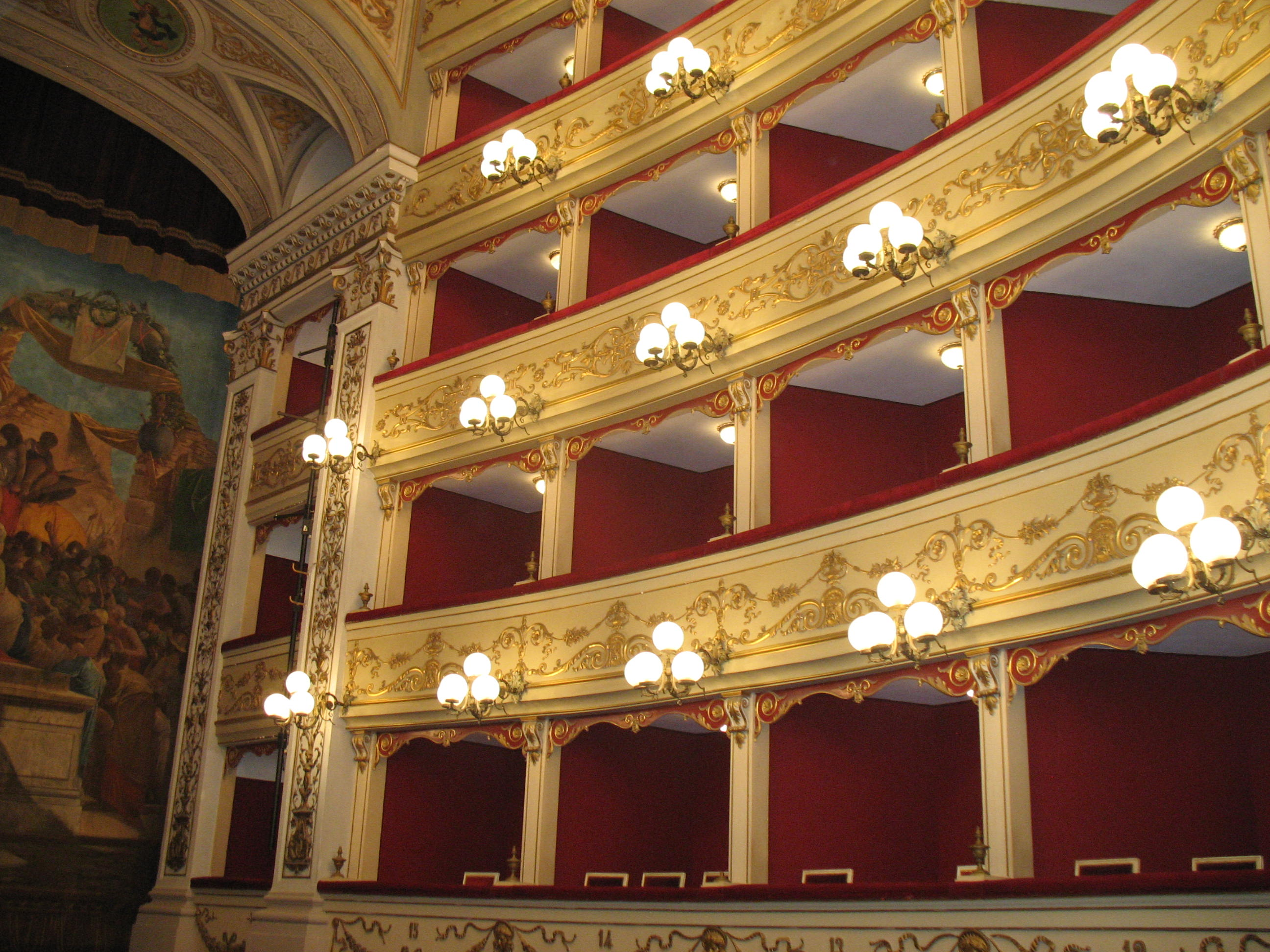
Interno del Teatro Marrucino

Il capitolo riguardo alla soppressione dei conventi fu chiuso nel 1848 dal vescovo Saverio Bassi, dopo un malaugurato incidente avvenuto nell'ex convento dei cappuccini, che rischiò di scatenare una repressione antiliberale da parte dei piemontesi. Lo stesso vescovo assunse posizioni contrastanti nell'ambito clericale teatino, poiché nel 1813 aveva acconsentito a sconsacrare definitivamente la chiesa di Sant'Ignazio per i lavori di realizzazione del teatro pubblico. Il vescovo seguente Giosuè Maria Saggese si adoperò per l'ampliamento del seminario diocesano su Corso Marrucino e via Arniense e per modificare la Cattedrale, essendo cessate le attività edilizie dei principali monasteri. Lo storico Palazzo Valignani di proprietà diocesana affacciato su Piazza Vittorio Emanuele (ossia San Giustino) venne riutilizzato come sede municipale, mentre nel 1843-46 veniva riadattata la torretta della Porta Sant'Andrea, venendo inglobata nella chiesa della Trinità, mancando il progetto di ricostruzione in forme neoclassiche e monumentali. Nel 1853 venne demolito anche il portello di San Nicola, che si trovava all'ingresso del corso Galiani (oggi Marrucino) venendo da Piazza della Trinità, collegato al Palazzo Tabassi e alle varie casupole che si erano andate a realizzarsi sull'area della fiera dell'anfiteatro (area comunemente detta Fiera Dentro per distinguerlo da Fiera Fuori dell'anfiteatro sulla Civitella).
Nel 1875 lungo il corso venne fondato l'Istituto per orfani "San Camillo de Lellis", nobilitando questa parte di costruzioni civili a un piano unico.

### L'avvio della città verso la moderna borghesia
In questi anni venne adeguato anche il corso Galiani, che seguiva l'antico tracciato Marrucino romano, ma era spezzettato in più punti dalla disorganicità delle case (oggi quasi del tutto sparite per la costruzione negli anni '20 dei palazzi neoclassici), e nell'area del Piazzale Giovan Battista Vico troncato dal campanile degli Scolopi della chiesa di Sant'Anna. Nel 1863 si propose la demolizione della chiesa di San Domenico vecchio del XIII secolo, antica gloria dei Padri Domenicani, per lasciar maggiore spazio al corso Galiani, che nell'attuale Piazzetta Martiri della Libertà (dove si affacciano l'ex CariChieti e l'ingresso del Palazzo de' Mayo), si restringeva notevolmente, impedendo quasi il passaggio delle carrozze. Il progetto di demolizione però venne avviato solo nel 1913-14. Il sacrificio della chiesa di San Domenico ha dimostrato il primo atto della riqualificazione totale del corso Marrucino per la ragion di stato di ammodernamento della città, come segno di rifiuto e di distacco dall'antico e disorganico impianto rinascimentale-barocco. Il collegamento all'altezza di Largo Mercatello, il ridisegno della facciata del palazzo arcivescovile su Largo del Pozzo, il rifacimento totale del vecchio Palazzo Valignani per lasciar posto alla Banca d'Italia, la demolizione della chiesa di San Giovanni Gerosolimitano nel 1876, la sistemazione della scala monumentale davanti a San Francesco d'Assisi, sono solo dettagli di questa vasta operazione urbanistica.

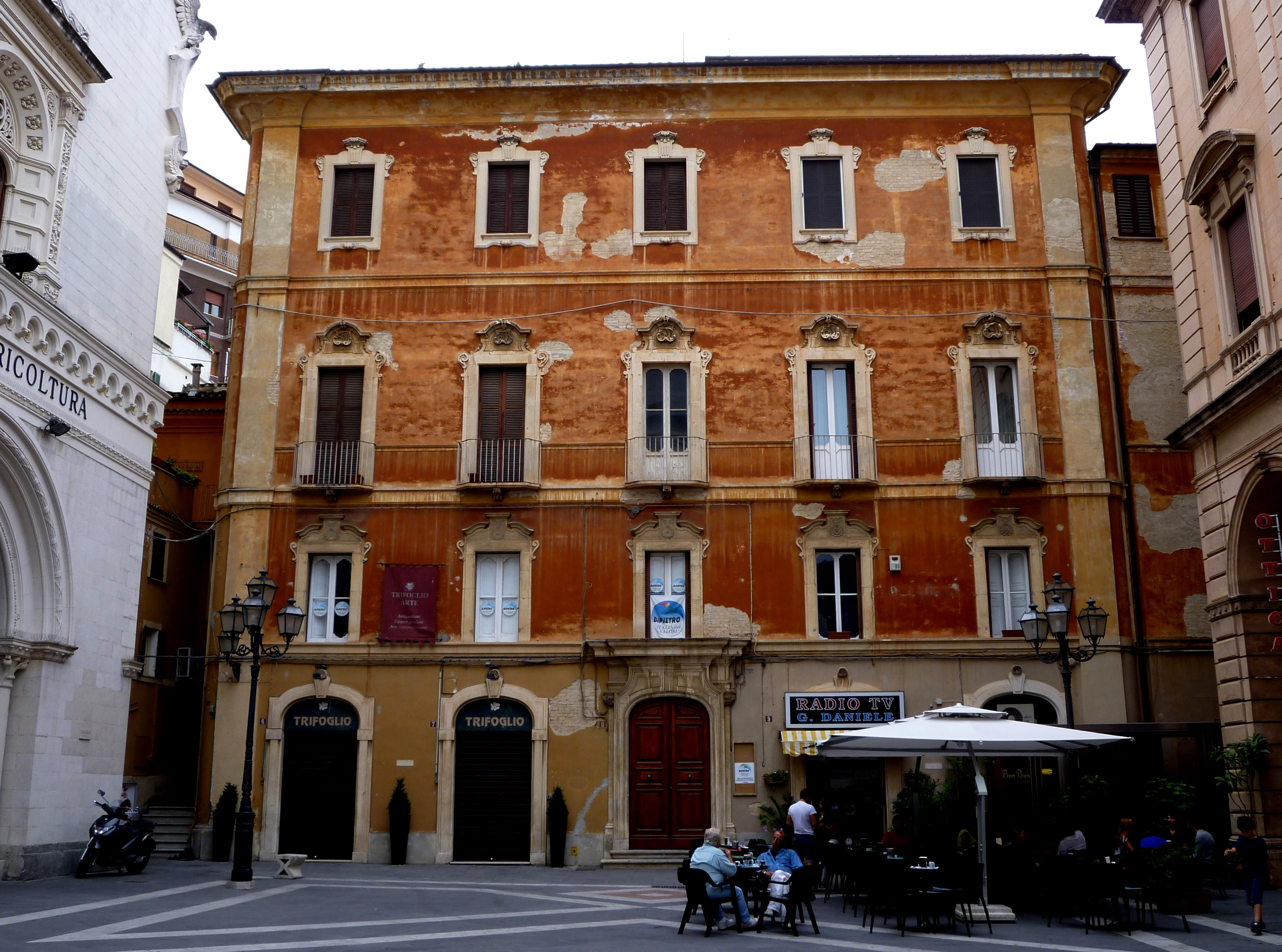
Palazzo Fasoli, unico elemento superstite del rifacimento di Piazza Giambattista Vico

In questo secolo scomparvero, oltre alla chiesa dei Cavalieri di Malta, anche le piccole Sant'Antonio a Porta Sant'Anna (1822) e di Sant'Eligio (1860), che doveva trovarsi presso il Piano Sant'Angelo (oggi Piazza Mettotti), come suggerisce l'omonima via. In questi anni nella periferia si andò realizzando l'espressione della nobile o altoborghese villa rustica, il cui archetipo è il Palazzo baronale di Federico Valignani a Torrevecchia Teatina. Le più rappresentative sono Villa Obletter e Villa Mezzanotte a Santa Filomena; dall'altra parte con l'arrivo del turismo balneare sempre d'alta classe, i signori della città andarono a realizzare le loro case presso Francavilla al Mare, che attirò anche progettisti di rilievo quali Antonino Liberi, che nel 1888 realizzò il Kursaal "Sirena", andato distrutto poi nel 1934-44; dall'altra parte anche Castellammare Adriatico, più di Pescara (i due comuni separati dal 1807 si riunirono con la legge regia del 1927), subì questa massiccia ondata di costruzioni gentilizie di gusto eclettico, per la potenzialità del turismo balneare.

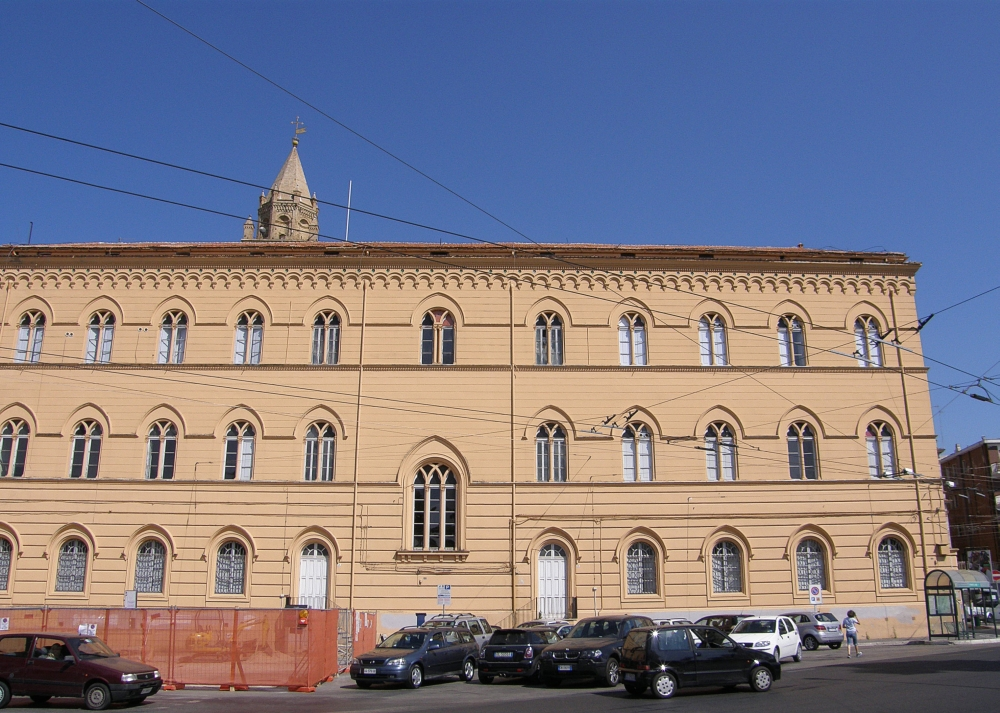
Palazzo di Giustizia in stile neogotico (anni '20), in Largo Cavallerizza

Nel XIX si provvedette come detto all'accomodamento del corso Galiani, che tra il palazzo arcivescovile e il palazzo dell'Università (dei Valignani - Banca d'Italia) in Largo del Pozzo si biforcava verso via degli Orefici (via Pollione) e via dello Zingaro (via C. de Lollis) verso la zona della Terranova, dopo il Piano Sant'Angelo, impedendo un collegamento diretto con Porta Pescara, che si trovava al termine di viaa Toppi, dopo l'incrocio del corso Galiani a nord con via Arniense, all'altezza del seminario diocesano. Con il piano del 1875 molti palazzi vennero "tagliati" o arretrati, per stabilire il contatto con Largo Mercatello (Piazza Malta) e la via Ulpia (via Toppi) che proseguiva in direzione di Porta Pescara.
In questa maniera quest'unico asse viario del corso Galiani metteva in collegamento Porta Sant'Andrea a sud, con Porta Pescara e Santa Maria a nord, e all'intersezione con la seconda grande strada Arniense che a nord-est collegava il centro a Porta Sant'Anna, mentre ad ovest terminava in Porta Bocciaia (oggi Largo Cavallerizza).

### Altri risanamenti della città alla fine del secolo
La realizzazione dell'opera del corso iniziò definitivamente nel 1893, durò 7 anni, partendo dalla sistemazione della Piazza Grande, con lo sfratto delle famiglie che abitavano nelle casupole e la ripavimentazione e ricostruzione di nuovi edifici monumentali. Sanificata anche la via del Popolo, venne sterrato il rilievo davanti alla facciata di San Francesco d'Assisi, mentre si sistemavano anche largo del Pozzo e il tratto iniziale di via Ulpia, salutata come una vera opera di risanamento della città. Montalbetti, visto il portone della facciata di San Francesco "sospeso" per aria dopo lo sbancamento del rilievo, pensò di compensare con la realizzazione di una scala monumentale, ancora oggi esistente, mentre l'ingegner Mammarella realizzò degli scavi di 7 metri per ridurre la pendenza di via del Popolo che collegava la via Ulpia sino a Piazza Vittorio EmanueleNel 1888 vennero progettati dei portici da realizzare in Piazza del Pozzo, non completati, nel 1894 si pensò anche alla realizzazione di una galleria commerciale su ispirazione delle città maggiori d'Italia.

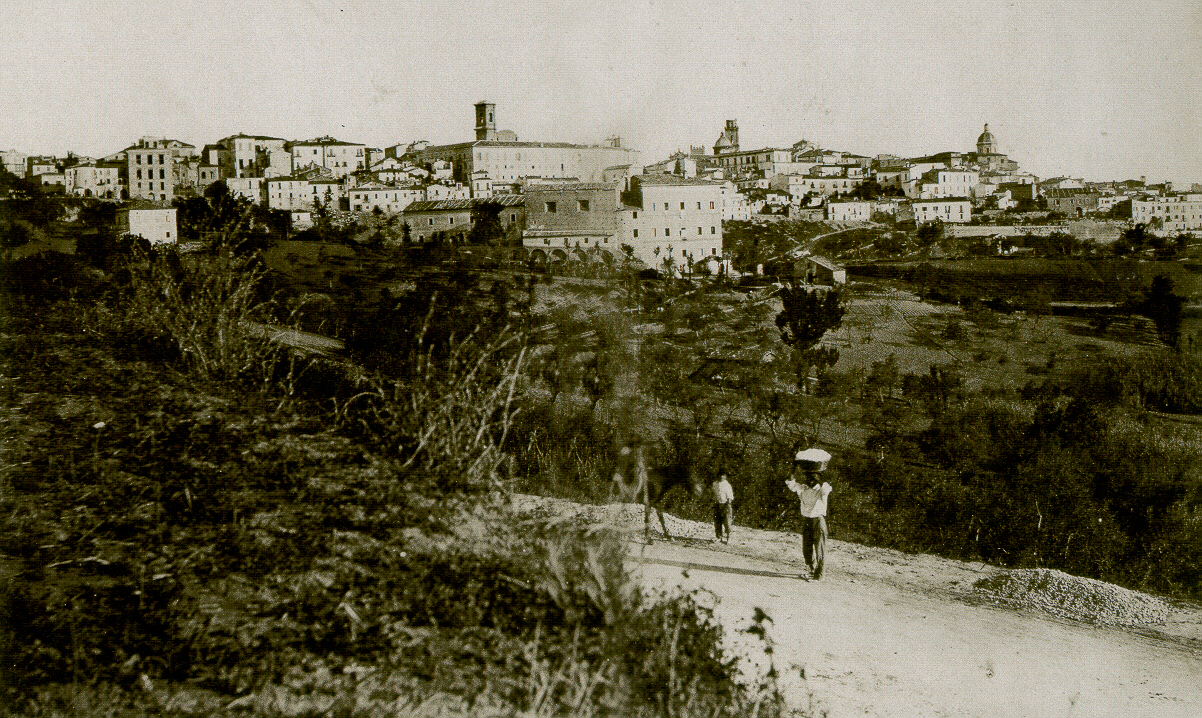
Veduta di Chieti dalla strada Santa Barbara, si riconosce in basso la vecchia chiesa di Materdomini, e sotto la torre di San Giustino la cupola della chiesa di San Domenico vecchio

In quest'anno si registrano anche malumori tra il Comune e il Ministero degli Interni per l'erogazione di fondi, vengono realizzati i progetti del piano Pomilio (1885) per la creazione di Piazza Garibaldi fuori porta Sant'Anna, per collegare la periferia a nord-est con il Colle Sant'Andrea, dove venne realizzata la villa comunale. In sostanza gran parte delle mura erano state smantellate, ad eccezione di alcuni tratti di via G. Salvatore Pianell, Porta Reale, Porta Zunica (Largo Cavallerizza) e Porta Pescara; il tracciato storico della via consolare Valeria era stato compromesso con i lavori del nuovo corso. L'andamento di questa strada si estendeva dalla pianura di Pescara e attraverso contrada Santa Maria Calvona, a sud della Civitella, risaliva il colle teatino sino ad approdarvi, e raggiungeva appunto mediante il corso Porta Pescara, discendendo di nuovo la pianura verso il TricallePorta Sant'Anna (imbocco di via Arniense da Piazza Garibaldi) e Porta Zunica saranno le ultime ad essere demolite nel 1860 e nel 1894, quest'ultima è ancora visibile in storiche fotografie, permetteva l'accesso a Piazza San Giustino dalla Cavallerizza, ed era composta di tre archi in stile neoclassico, essendo stata rifatta nel XVIII sec.
Da un lato veniva riqualificato il piano fuori Porta Sant'Anna da Pomilio con la costruzione della nuova caserma d'artiglieria, la "Vittorio Emanuele II" (oggi Spinucci), e veniva realizzata la strada Boreale per collegare la città al borghetto Sant'Anna; dall'altra parte dalla Trinità veniva realizzata la strada con la villa pubblica presso la proprietà del barone Frigerj, ad ispirazione del boulevard parigino (1883). Ferrante Frigerj acconsentì a cedere la casa nel 1865 per ospitare la Regia scuola Tecnica (oggi è il "Ferdinando Galiani"). La villa pubblica sarà completata nel 1893, presso l'area dell'ex convento degli Zoccolanti di proprietà della caserma Bucciante, arricchita di panchine, una fontana monumentale in ghisa comprata dall'Esposizione nazionale di Parigi, di un laghetto, di una cassa armonica, e di un impianto d'illuminazione a gas. Proprio all'ingresso della villa vennero realizzati dei bagni pubblici in gusto eclettico e neoclassico, demoliti però nel 1934 per realizzare il Palazzo OND "Arnaldo Mussolini", all'ingresso di Viale IV Novembre.

## La villa comunale Frigerj

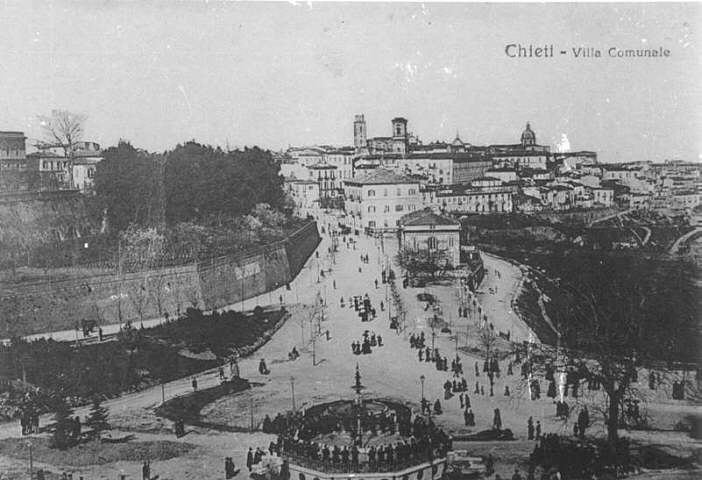
Fotografia della villa comunale, e veduta di Chieti dall'alto della villa del Barone Frigerj, all'epoca sede del Regio Istituto Tecnico Commerciale "Ferdinando Galiani"

Come detto, nella seconda metà dell'Ottocento l'area esterna a Porta Sant'Andrea presso la chiesa della Santissima Trinità, uno dei principali accessi per i forestieri da sud-ovest, dai centri di Bucchianico, Popoli e Guardiagrele, venne di molto riqualificata. Il piano dell'ex monastero di Sant'Andrea degli Zoccolanti iniziò ad essere riqualificato per realizzare la villa pubblico, sotto il controllo del Barone Frigerj e dei Nolli, proprietari delle ville che vi sorgono. Quando il parco di Villa Frigerj era adibito a campo sperimentale dell'istituto Agrario Regio, fu aperto un lungo viale, detto stradone Sant'Andrea, che subito fu utilizzato per il passeggio serale. Alla fine dell'800 venne disegnato il progetto del parco pubblico vero e proprio, con una serie di modifiche, ispirando alle città europee più importanti: tutta la zona fu suddivisa in piazzali collegati da vialetti, fu creato un terrazzo panoramico, la villa fu dotata di un laghetto artificiale con delle statue decorative a motivi mitologici, e una grande fontana centrale, che sorge in Piazza Mazzini, con il fusto in ghisa acquistato a Parigi nell'Esposizione del 1890.
Dominano le alture del parco le strutture neoclassiche della Villa Frigerj, dapprima sede del Real Istituto Tecnico per Geometri "Ferdinando Galiani", poi trasferito negli anni '50, quando la villa divenne sede del Museo Archeologico Nazionale d'Abruzzo, e più verso la Piazza Trento e Trieste si trova l'ex villa Nolli, nel 1913 trasformata in Pontificio Seminario Regionale "San Pio X". Accanto alla villa Frigerj sorge l'ex caserma Bucciante, trasformazione ottocentesca dell'antico convento di Sant'Andrea del 1420, in attesa di nuovo riutilizzo; nella parte bassa della villa invece sorge la Casa dello Studente, opera di regime del 1936 progettata da Giuseppe Barra Caracciolo, anch'essa in abbandono in quanto proprietà della Curia, e in attesa di nuovo utilizzo.

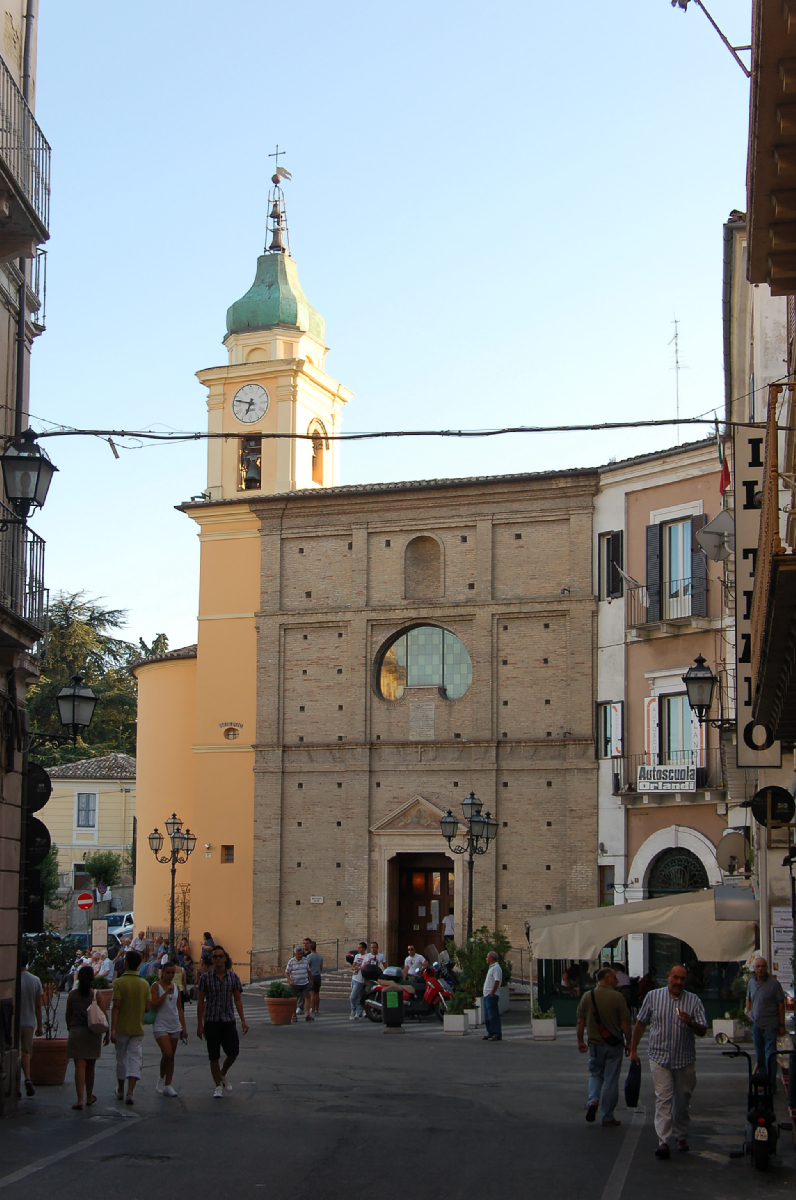
Chiesa della Trinità

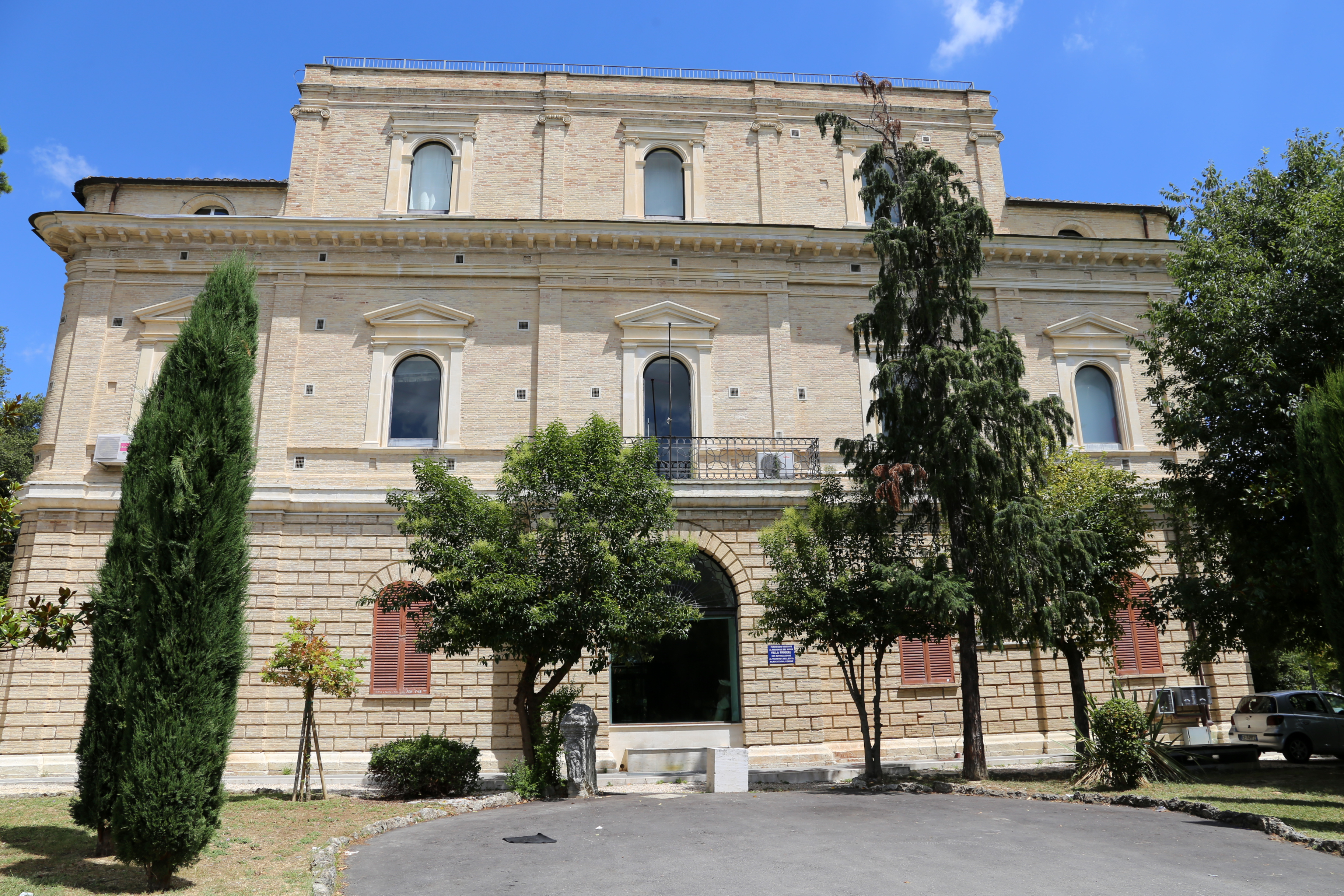
Ingresso alla Casina Frigerj, sede del Museo Archeologico d'Abruzzo

## Descrizione del quartiere
Il quartiere ha il perimetro ripartito tra via Silvio e Bertrando Spaventa, creata negli anni '30 per separare il Colle San Paolo dalla Civitella, demolendo varie case dell'ex Largo Taddeo, la Circonvallazione G. Salvatore Pianell, che abbraccia tutta l'area dell'anfiteatro e di via Porta Napoli, e ridiscende da via Nicoletto Vernia a Piazza Trento e Trieste, dove si accede al Corso Marrucino, e si incontra la chiesa della Trinità, con la cappella del Sacramento ricavata da una delle torri dell'ex Porta Santa Croce. L'area imponente della villa comunale è compresa invece tra via Raffaele Paolucci, viale IV Novembre, via della Liberazione, via Umberto Ricci e via XXIV Maggio.
Il toponimo di Fiera Dentro riguarda l'area compresa tra le mura, dunque via G. Salvatore Pianell, via G. Ravizza, via San Rocco, via Porta Napoli, via Vincenzo Zecca, via Carlo de Tocco, via Rossetti, via dei Celestini. La Fiera Fuori invece occupa l'area di Piazza Trento e Trieste, via N. Vernia, viale IV Novembre e via della Liberazione, nonché la parte sud del Corso Marrucino, che collimava col Portello San Nicola, nella via omonima. La Civitella è uno dei quartieri di Chieti che meglio si conserva a carattere architettonico, nonostante gli sventramenti d'epoca tardo ottocentesca e fascista, che hanno interessato soprattutto l'area di Colle San Paolo, partendo dall'inizio di via Ravizza, all'incrocio con via Silvio e Bertrando Spaventa, per la costruzione di due palazzi di ingresso monumentale, del Palazzo delle Poste, e dell'ex Biblioteca De Meis. Altre case sono state demolite nei primi anni del Novecento per riportare alla luce lo storico teatro romano di via Porta Napoli.

## Monumenti e luoghi di interesse

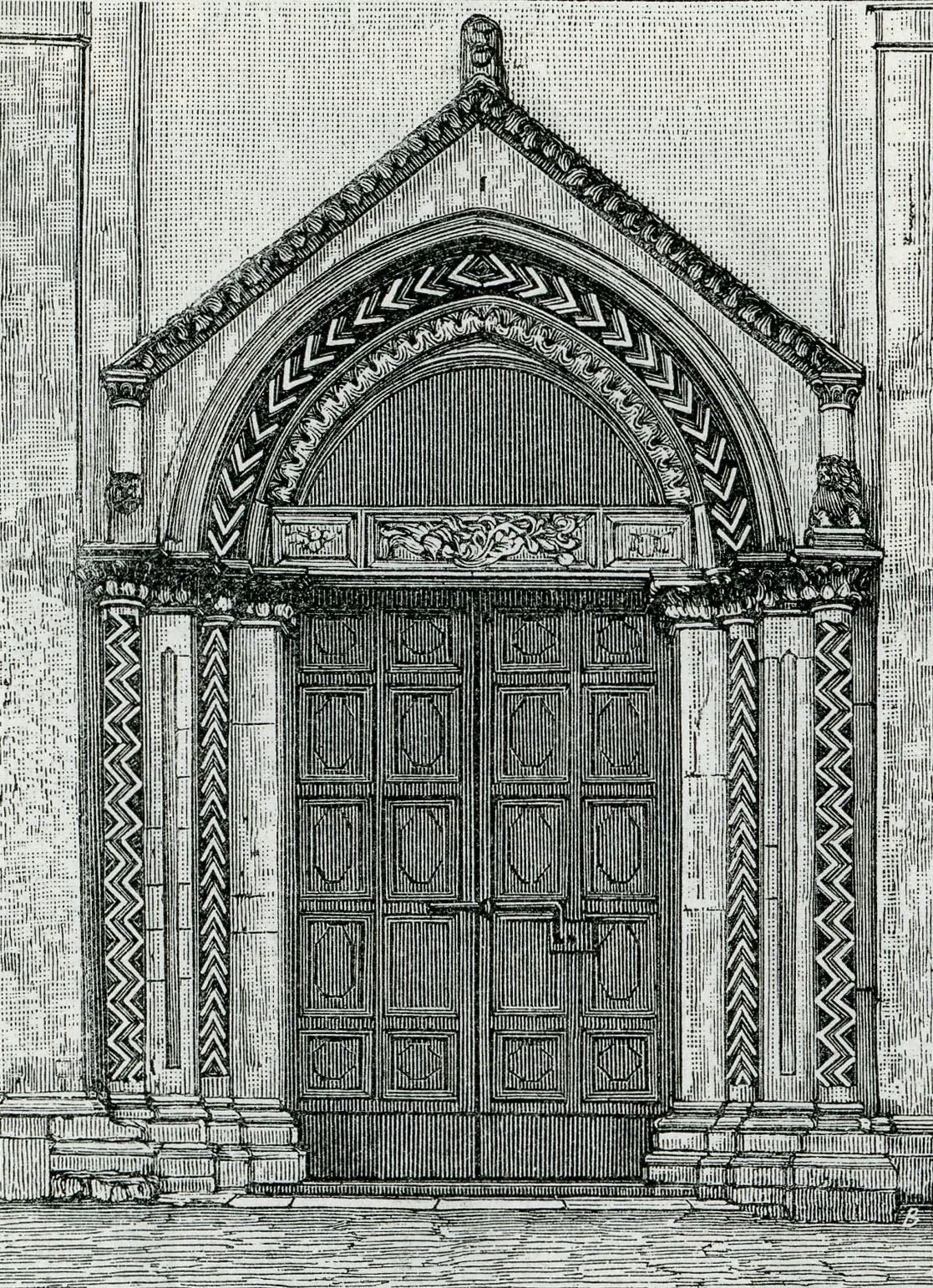
Incisione storica del portale maggiore della chiesa di Santa Maria della Civitella

Anfiteatro romano della Civitella
Il ritrovamento principale è stato portato alla luce durante gli scavi archeologici degli anni sessanta, benché fossero stati condotti anche nel primo ventennio del Novecento. L'anfiteatro è stato parzialmente ricostruito dopo che negli anni '80 l'ex stadio Civitella è stato spostato a Chieti Scalo, liberando l'area dell'ex campo dei Padri Celestini. Posto ai piedi della collina della Civitella lungo la circonvallazione d Giuseppe Salvatore Pianell, il ritrovamento ha restituito delle terrecotte architettoniche, frammenti di statue e di ornamenti in bronzo e di mosaici, alcuni depositi in una favissa, facenti parte di alcuni templi del II secolo a.C. e demoliti nel secolo successivo e ora esposti nel Museo archeologico della Civitella. 
I reperti in terracotta hanno permesso d'ipotizzare la conformazione dei templi dell'acropoli. I templi sorgevano su un podio agibile mediante una scalinata posta frontalmente che faceva arrivare nel pronao con colonnato che a sua volta immetteva in una cella. Il luogo di culto era ornato frontalmente da statue e da placche di rivestimento. In seguito gli edifici di culto furono smantellati e le decorazioni furono portate più a valle quando in età cesariana fu edificato un porticus poi, le funzioni religiose pagane furono trasferite nel centro della città antica presso l'area sacra del pozzo ammodernato nella prima metà del I secolo d.C. e inglobato nei tempietti. Recentemente sono stati riportati i ruderi dell'anfiteatro risalente al I secolo d.C. e rivolto ai combattimenti dei gladiatori. L'anfiteatro è di forma ellittica ed era collegato con il sistema viario a nord e le strade extraurbane a sud. Gli scavi hanno portato parte del muro che cinge l'arena e la tribuna d'onore con struttura a opus reticolatum bicromatico con dei ricorsi in laterizio.
Sotto l'anfiteatro, si trova il moderno Museo archeologico La Civitella, che conserva il materiale rinvenuto negli scavi nel comune e nel territorio amministrativo di Chieti, mostrando le varie fasi di urbanizzazione della città marrucina, poi romana, e infine medievale.
Cisterne sotterraneese ne conserva una detta "dei Carbonari", accessibile dall'Istituto tecnico "Isabella Gonzaga", era usata come impluvium già dai romani, poi anche nel Medioevo, nel XIX secolo vi si tennero riunioni dei carbonari insurrezionalisti, da cui il nome. L'ambiente è molto vasto, caratterizzato da vani voltati a botte.
Chiesa di Santa Maria della Civitella ed ex convento di Celestini o dei Carmelitani

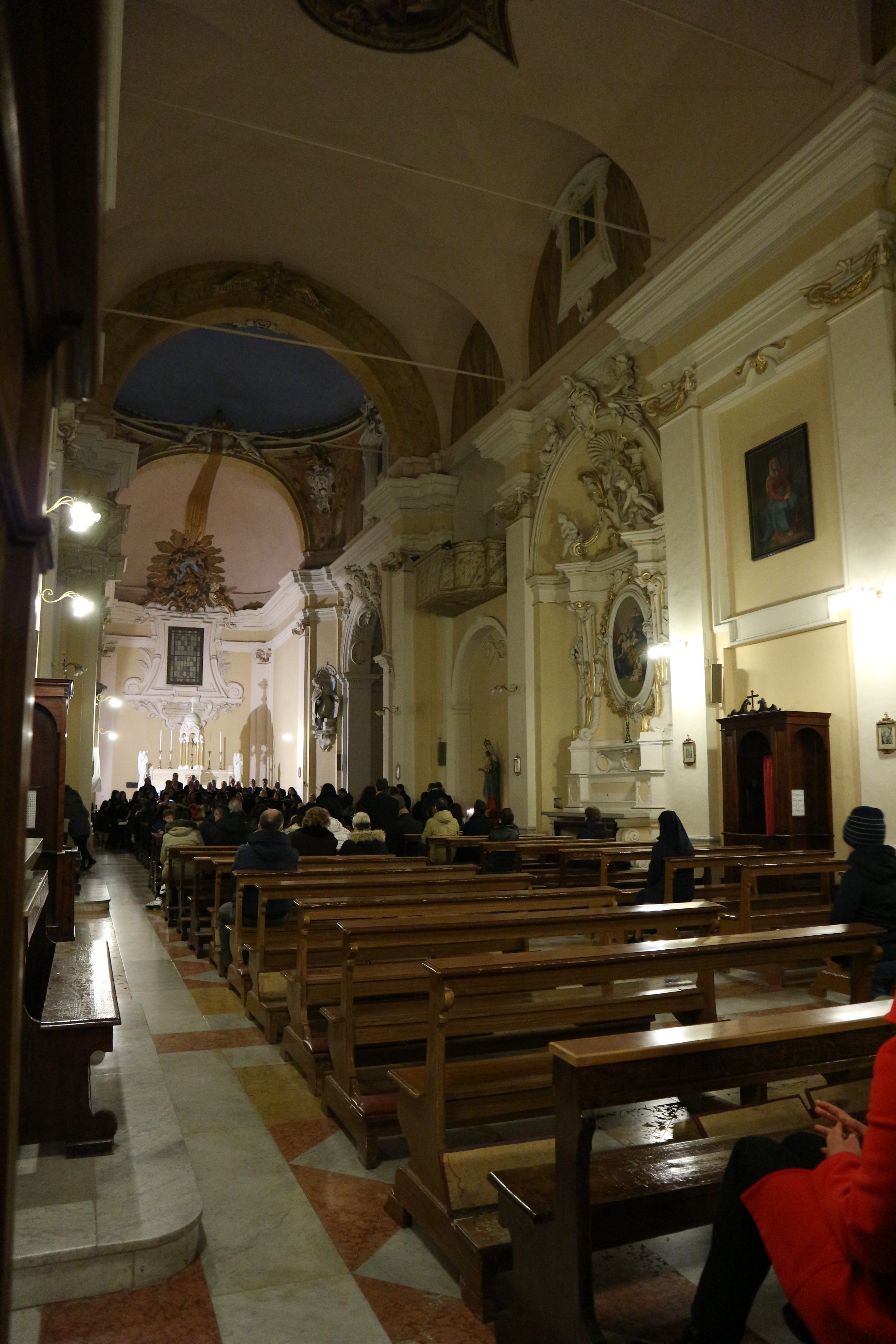
Interno
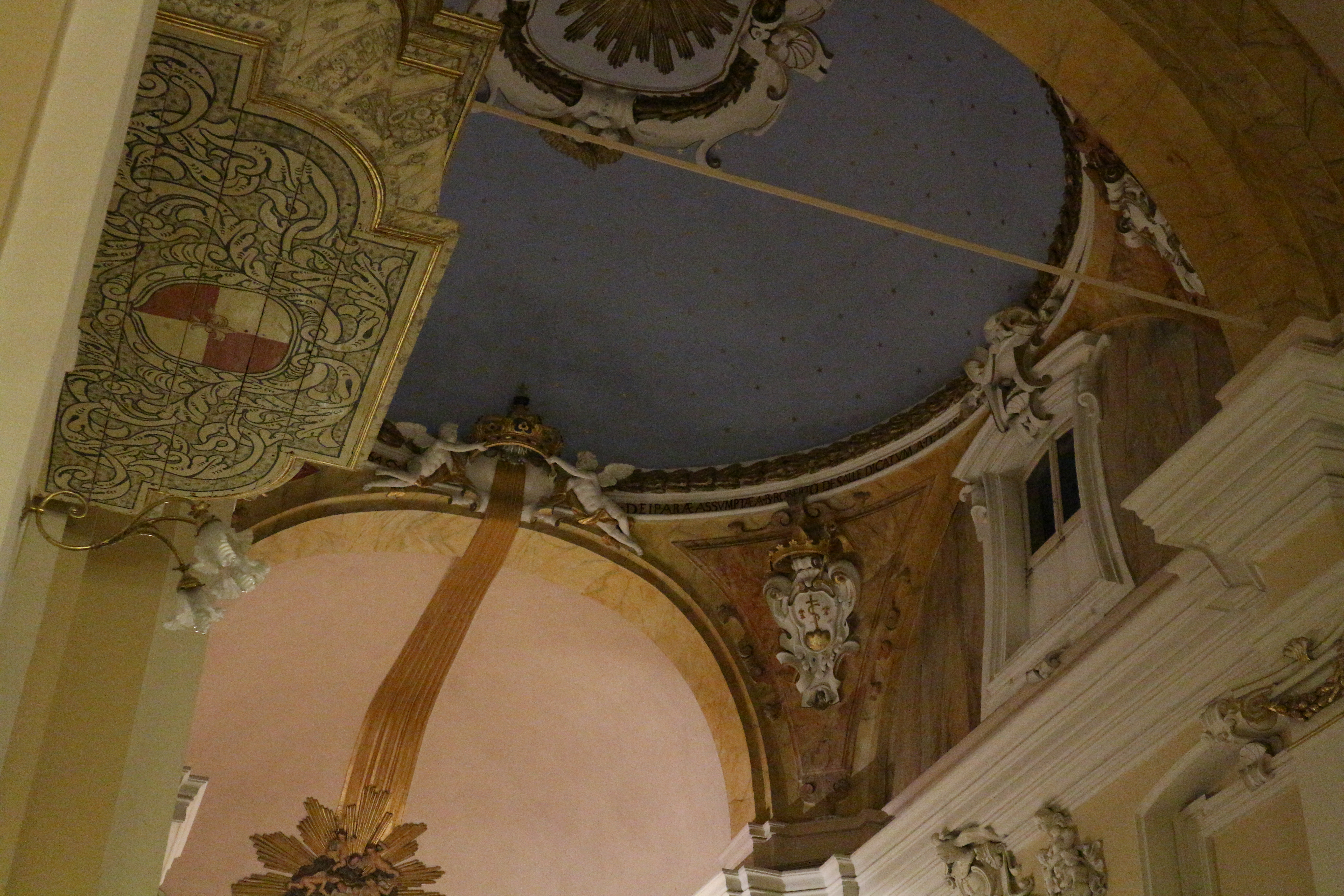
Semicupola del presbiterio e parte del pulpito ligneo
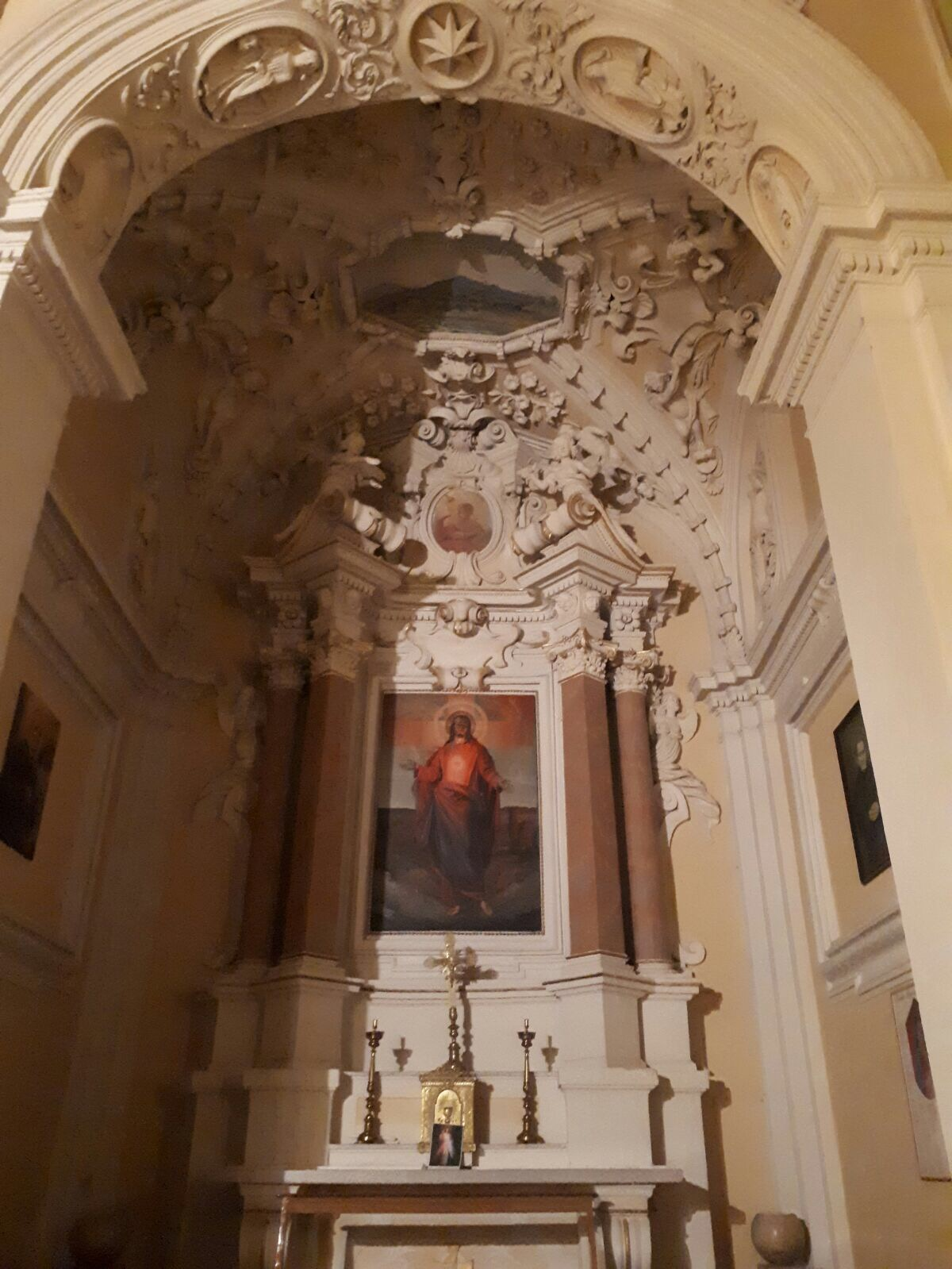
Altare del Sacro Cuore
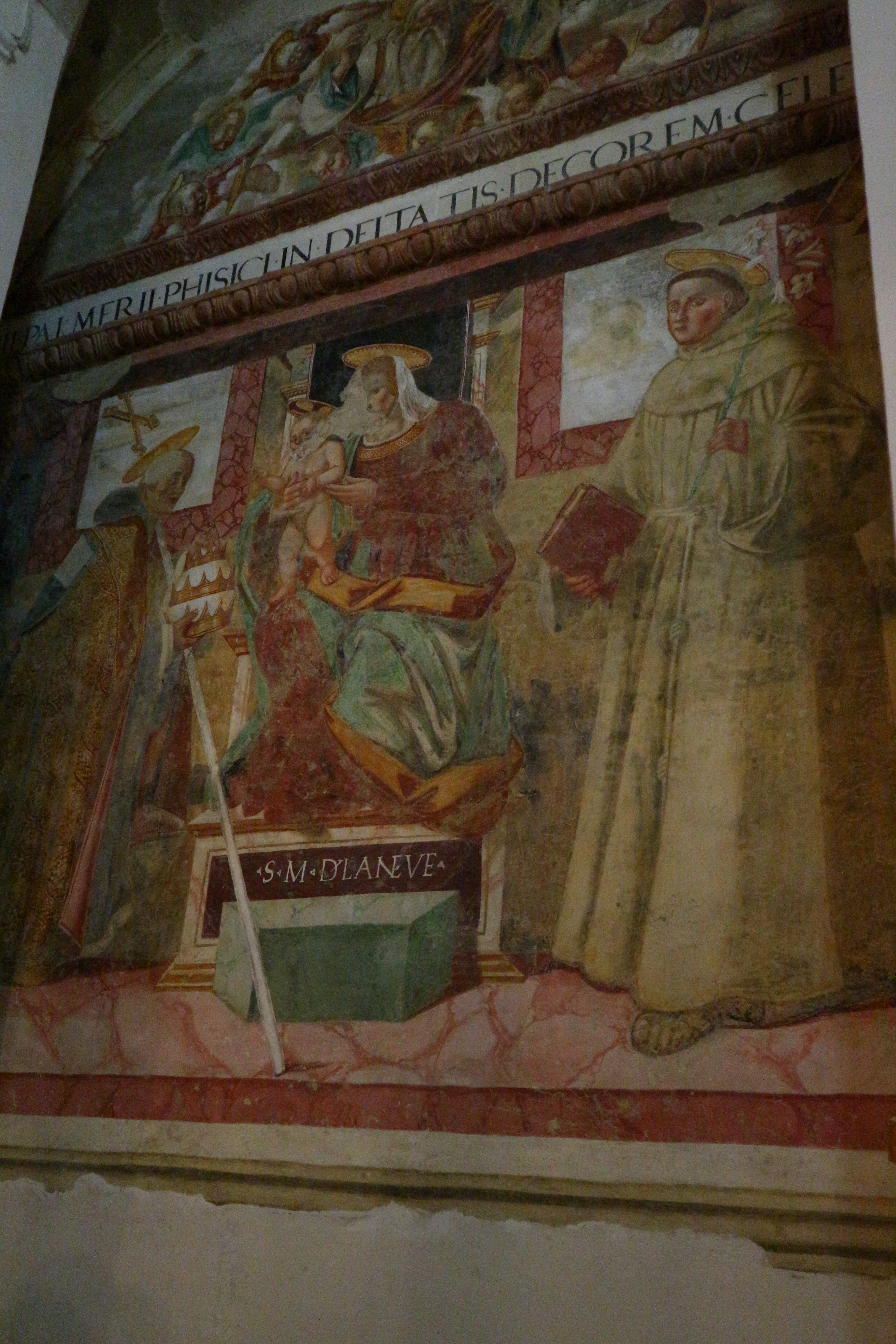
Affresco rinascimentale della Madonna della Neve tra santi francescani
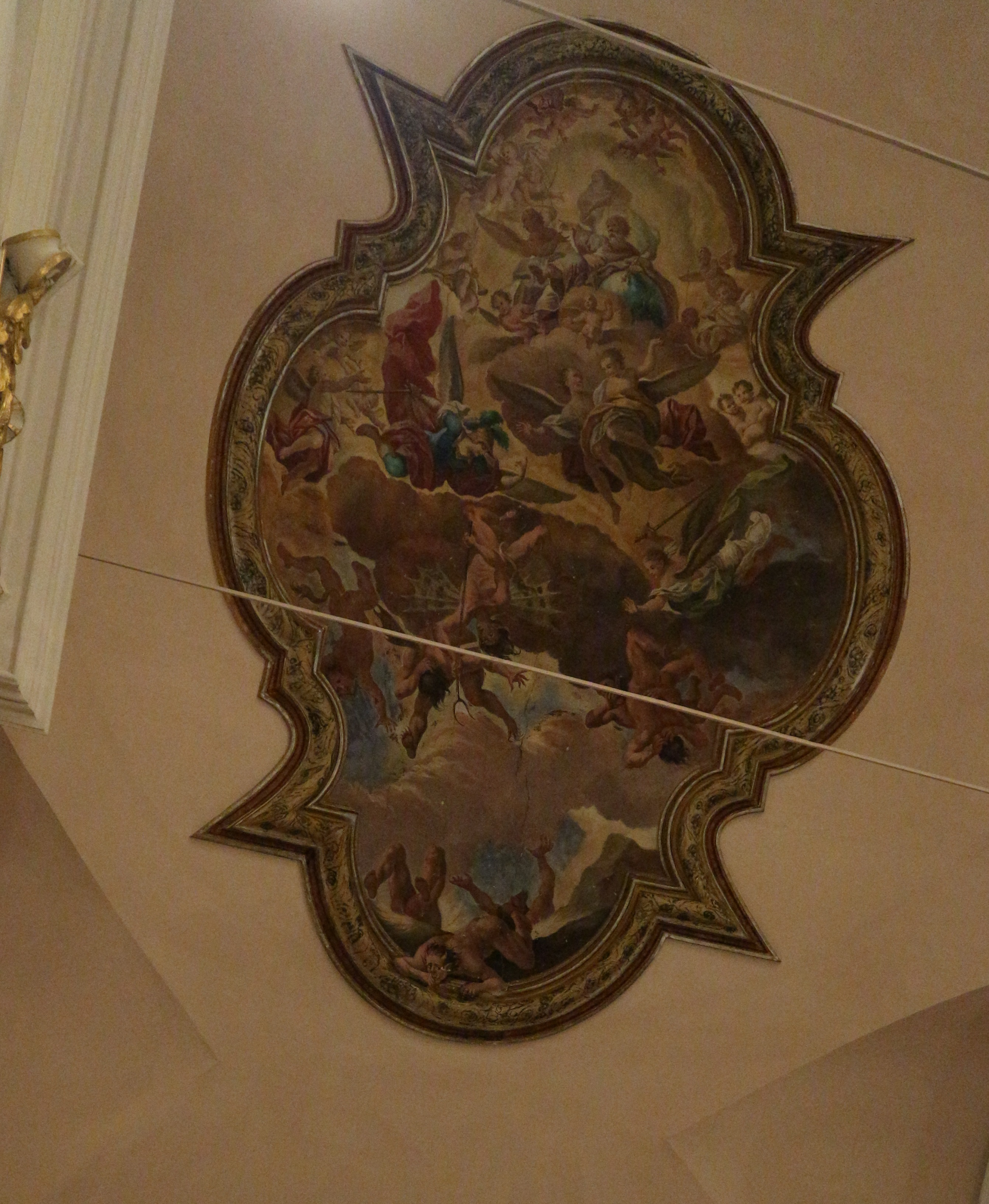
Affresco di Donato Teodoro, Dio Padre scaccia dal Paradiso Lucifero
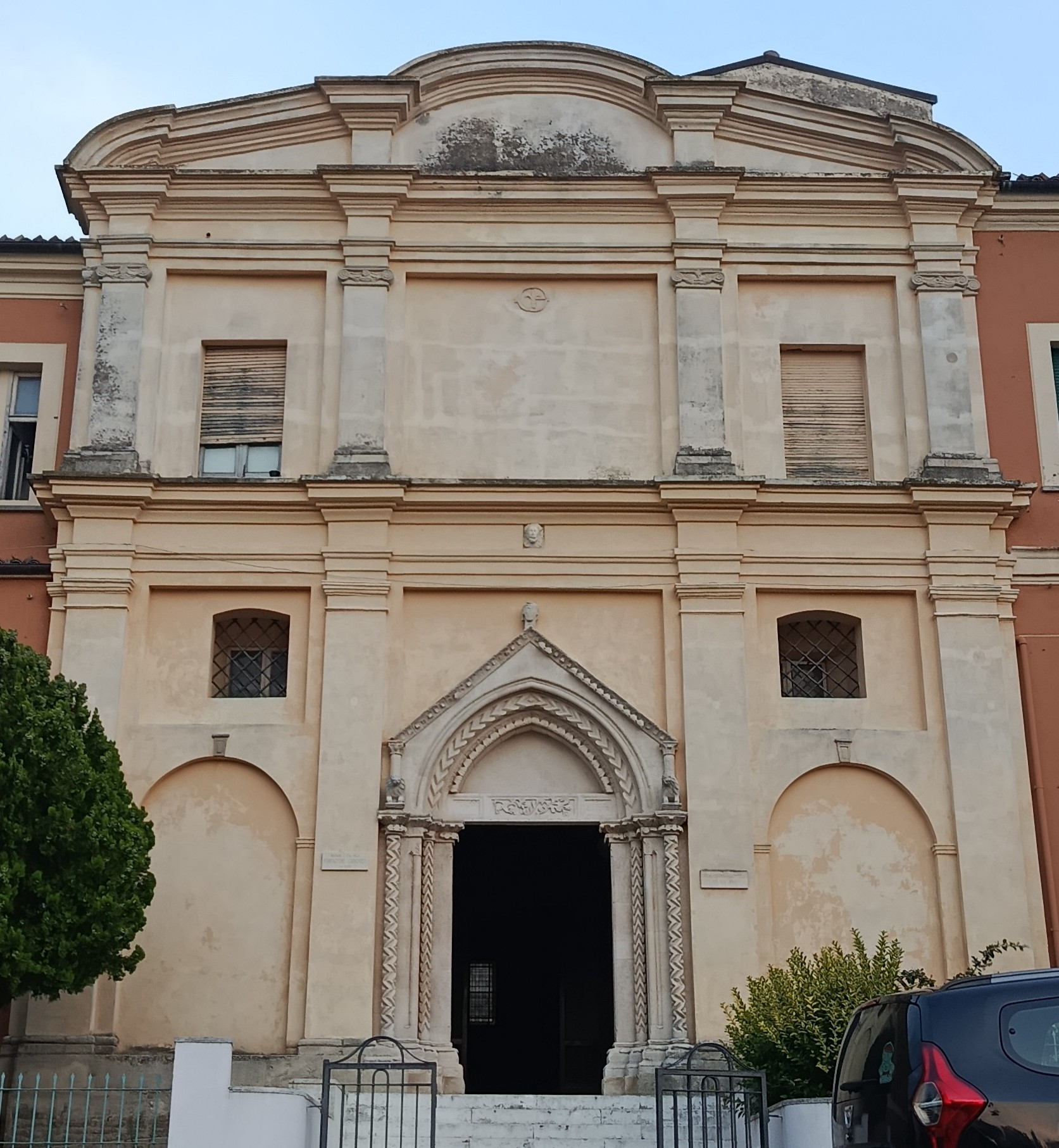
Facciata

La chiesa, detta anche "Sancta Maria in Civitellis", è considerata un compendio di varie stratificazioni architettoniche nel corso dei secoli, dalla sua fondazione medievale. Venne eretta sopra un tempio pagano, presso il punto più alto della cittadella (l'area archeologica della Civitella), poco prima del 1295. La fondazione era dei Benedettini, voluta dai seguaci di Pietro da Morrone specialmente dal beato Roberto da Salle. L'elemento materiale più antico della chiesa è il portale gotico trecentesco costruito da Nicola Mancino, che lavorò anche a quello della cattedrale di San Tommaso Apostolo a Ortona (1312). A partire dal 1677 per volontà dell'abate Girolamo Lasena, la chiesa subì drastici interventi di rinnovamento, che si protrassero per un decennio.Tuttavia non fu alterata nell'impianto iconografico, che venne conservato fedele ai dettami trecenteschi, con l'aula unica ad andamento longitudinale, coperta da volta a botte lunettata. L'architetto che riprogettò la chiesa barocca riuscì a rinnovare l'edificio, movimentando con un gioco di pieni e di vuoti le pareti laterali, scavate e ritmate da nicchie e paraste.
All'interno delle nicchie vennero posti altari laterali divisi da coppie di paraste. Si tratta di altari ricchi nello stile, tipicamente barocchi, con pale ovali; tra questi si differenziano i due altari presso il presbiterio, con volte riccamente decorate. L'abside è rettangolare, coperta da calotta a pennacchi sferici. Sugli angoli ci sono quattro statue in stucco raffiguranti i Profeti. Sul fondo dell'abside è rappresentata in stucco l'immagine della Vergine Maria che ascende al cielo, e sulla volta la caduta di Lucifero.

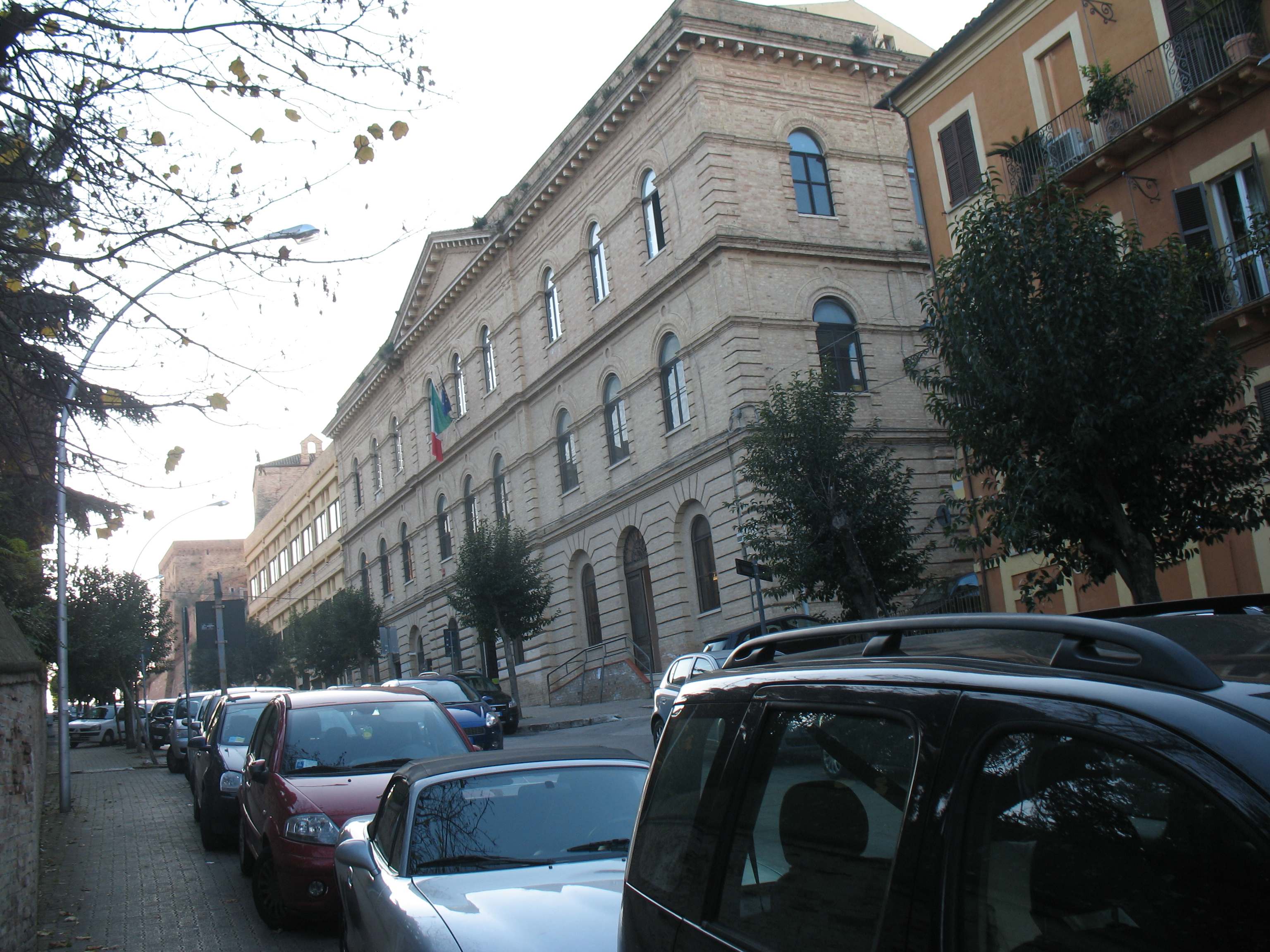
Veduta del Liceo scientifico di Chieti

Assai interessante è il portale del Mancino, con due ordini coronati a timpano mistilineo, ripartito da quattro lesene che inquadrano la figura. Vi spicca una testa di sovrano, forse Carlo I d'Angiò.
Palazzo del Liceo scientifico "Filippo Masci"
Si trova su via Nicoletto Vernia, accessibile anche dal piano superiore rialzato su via San Rocco. Il palazzo è stato realizzato nel tardo Ottocento, in stile vagamente neogotico, in laterizio e falso bugnato per gli esterni.
Chiesa di Ognissanti e Congrega delle Figlie di San Giuseppe
Si trova in via Ravizza, ospitò dal 1887 al 1927 la Confraternite della Beata Vergine del Carmine, e dagli anni '60 è sede dell'Istituto Figlie di San Giuseppe. Il tempio ha un aspetto ottocentesco con la facciata a salienti, inquadrata da quattro paraste, terminanti con una mezzana cornice marcapiano. Il secondo settore ha una finestra centrale a ventaglio, altre quattro paraste e un architrave che termina con timpano triangolare. L'interno è molto semplice, a navata unica, con un dipinto antico della Madonna del Carmine col Bambino, venerato dalla confraternita e dalle Figlie di San Giuseppe, che organizzano ogni anno (13-16 luglio) la festa della Vergine del Carmelo.
Torre dell'acquedottofu costruita alla fine dell'Ottocento, accanto alla chiesa di Santa Maria della Civitella, demolendo la chiesa di San Rocco. La torre si collega all'antica cisterna sotterranea romana, ha impianto quadrangolare.

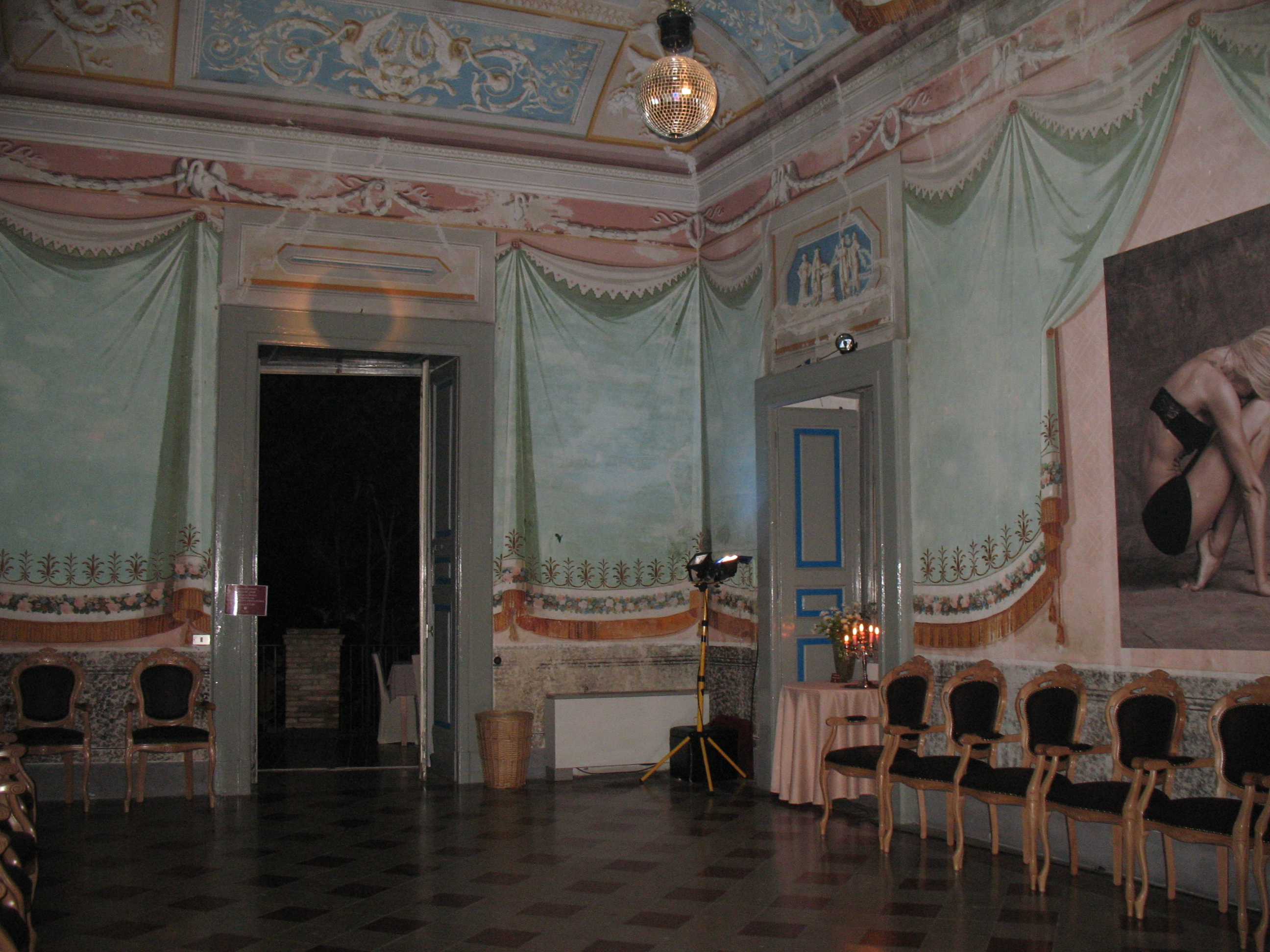
Soffitto della sala grande di Palazzo Lepri Monaco La Valletta

Palazzo Lepri-Monaco La Vallettacollegato alla chiesa della Santissima Trinità da via N. Vernia, poiché era un antico ospizio collegato al monastero della Santa Croce, è uno dei palazzi storici più interessanti di Chieti. Successivamente fu acquistato dalla famiglia Felice Humani, e con il matrimonio di Maria Maddalena e un Monaco-La Valletta, il palazzo passò a questo casato. La decorazione attuale risale al primo Ottocento, con il rifacimento del salone d'onore da parte di Raffaele Del Ponte. La costruzione risulta essere una delle più originali di Chieti, con il terrazzo e il giardino accessibile da via Nicoletto Vernia, mentre un secondo accesso è dato da via Monaco La Valletta, dal cortile lastricato di ciottoli si raccordano l'androne e lo scalone d'onore con volta affrescata con lo stemma nobiliare; le stanze sono affrescate a motivi vegetali e classici dell'epoca greco-romana, mentre il salone d'onore ripropone lo schema classico con quadri mitologici, e maggiore enfasi delle forme. Nelle stanze vissero i fratelli Gaspare e Raffaele Monaco La Valletta
Villa Giuliante

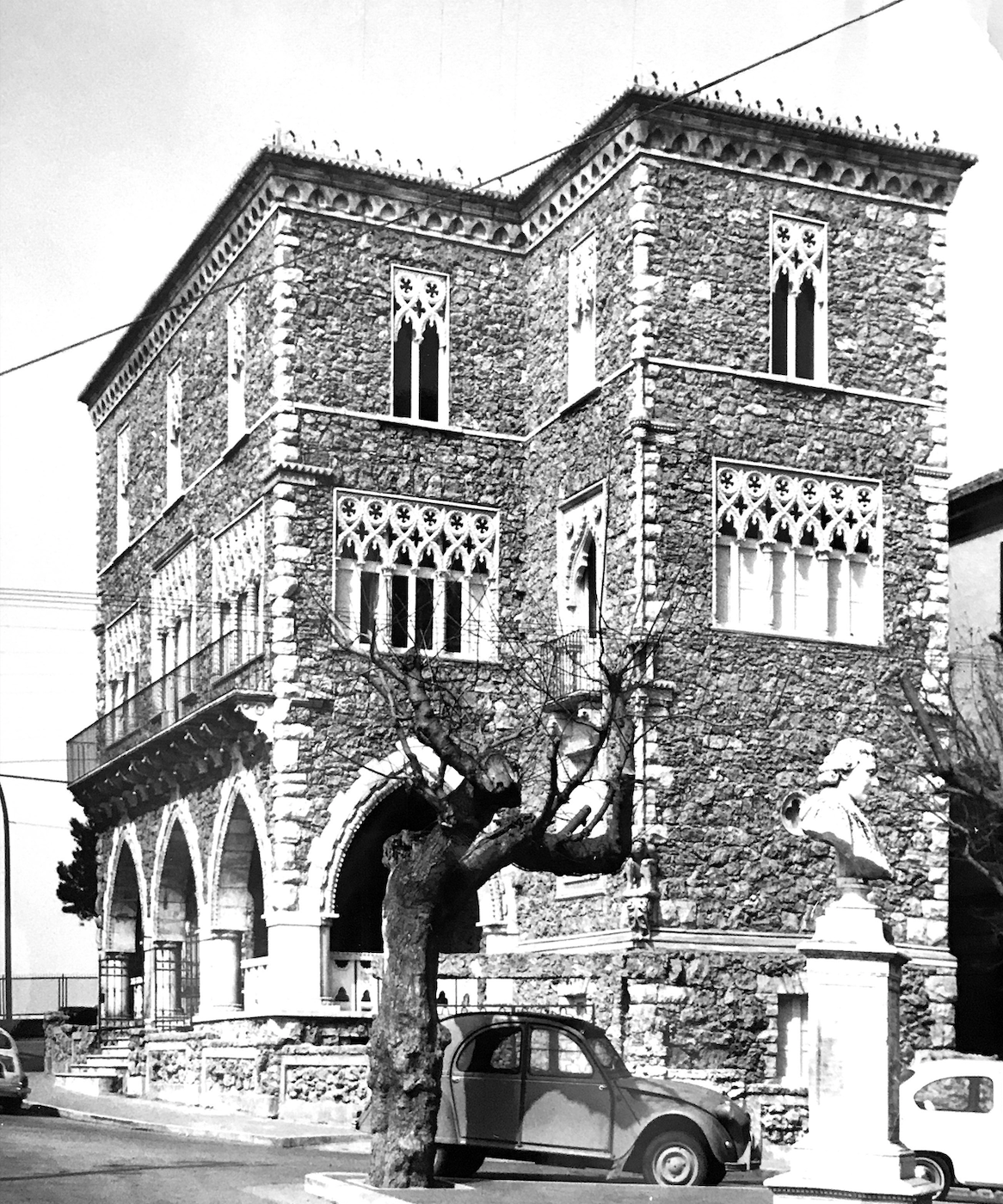
villino Giuliante

Sorge nel rione del Borgo Marfisi, nella zona sud-ovest sotto la Civitella, lungo via Generale G. Salvatore Pianell. Fu eretto nel primissimo Novecento dall'architetto guardiese Felicetto Giuliante, che si distinse in Abruzzo per la sua interpretazione dello stile neogotico, restaurano anche il Duomo di Guardiagrele, la chiesa di Santa Chiara a Guardiagrele, e la chiesa dell'Assunta a Palombaro, rimodellando i caratteri dell'arte gotica abruzzese del XIII.XIV secolo. Il villino è un caso unico a Chieti, molto interessante nel suo genere, realizzato amalgamando lo stile neogotico al gusto moresco del liberty di Antoni Gaudí, ha pianta rettangolare, con l'avancorpo centrale aggettante, in modo da formare una sorta di T. La facciata alla base è decorata da tre archi a sesto acuto con cornici, ispirati al portico laterale del Duomo di Guardiagrele, sovrastati da un grande balcone che corre lungo tutta l'area, sorretto da mensoloni scolpiti a motivi fitomorfi e animaleschi, al livello centrale della facciata si aprono tre bucature con finestre ad archetti intrecciati son nei lobi delle minutissime rose a trapunta, tali archetti poggiano solo su due colonnine tortili, in modo da creare delle bifore sovrastate da questo motivo degli archetti pensili intrecciati, e lo stesso motivo ricorre nel secondo ordine di finestre superiore, che però sono più piccole delle altre.
Chiesa della Santissima Trinità

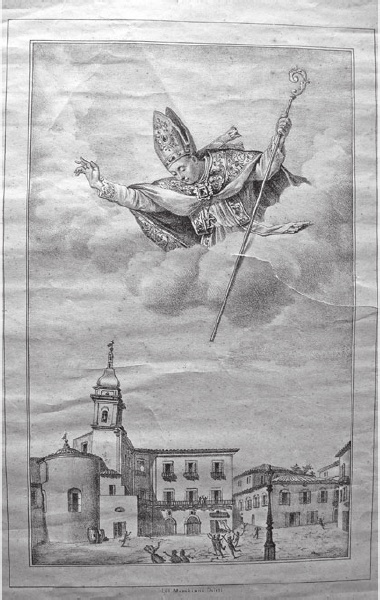
Disegno ritraente il miracolo di Sant'Emidio, che preserva Chieti dal terremoto di Orsogna del 1881, in vista la chiesa della Trinità
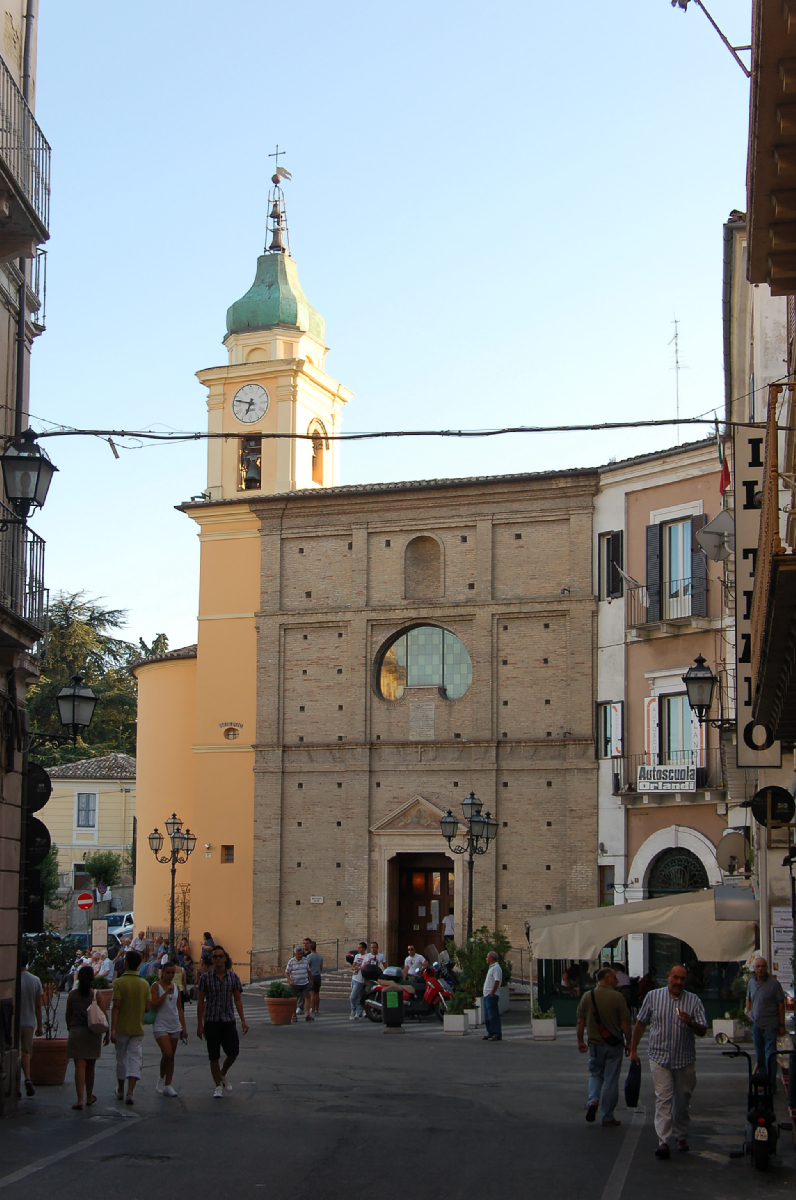
Prospetto
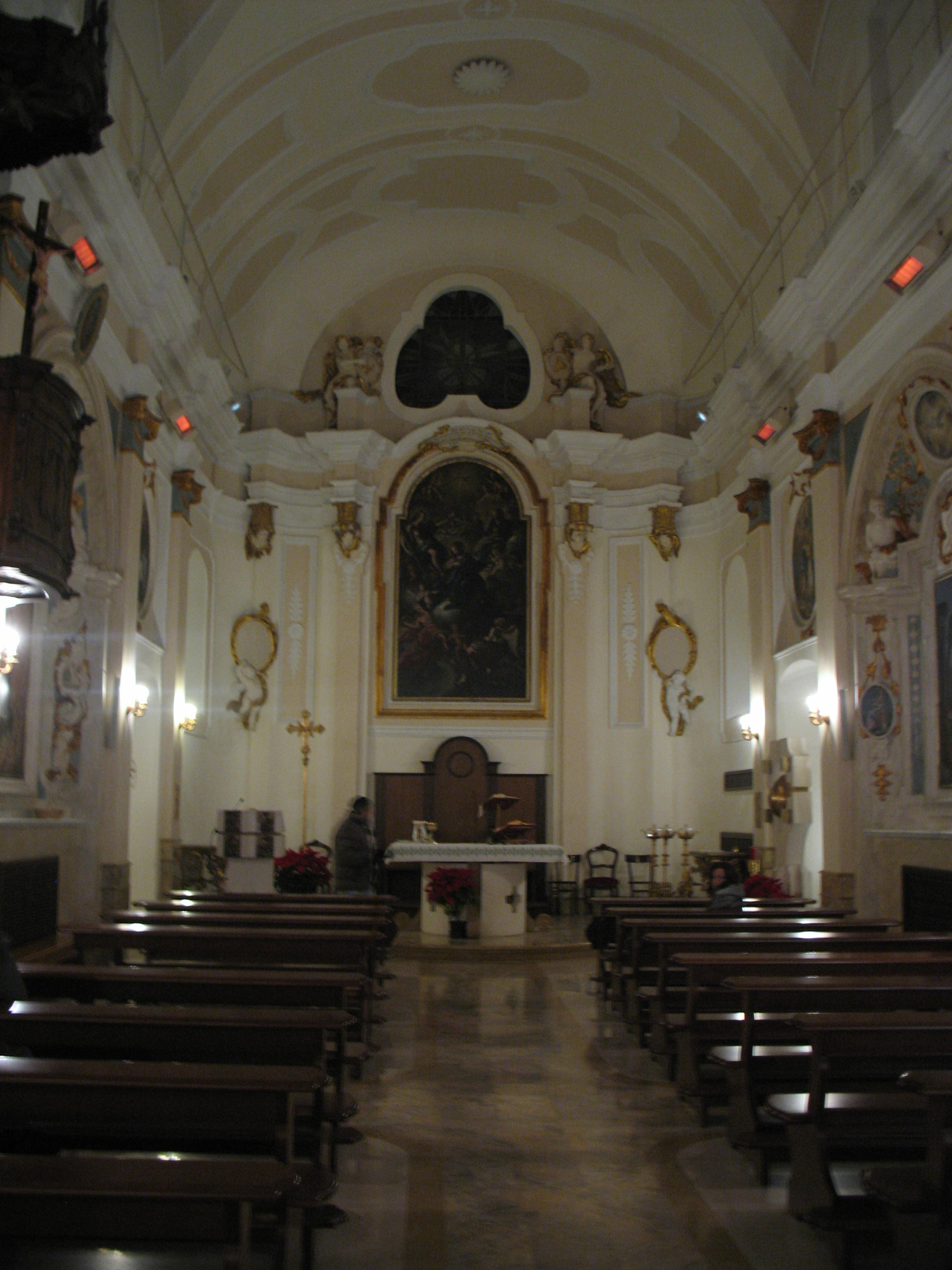
Interno
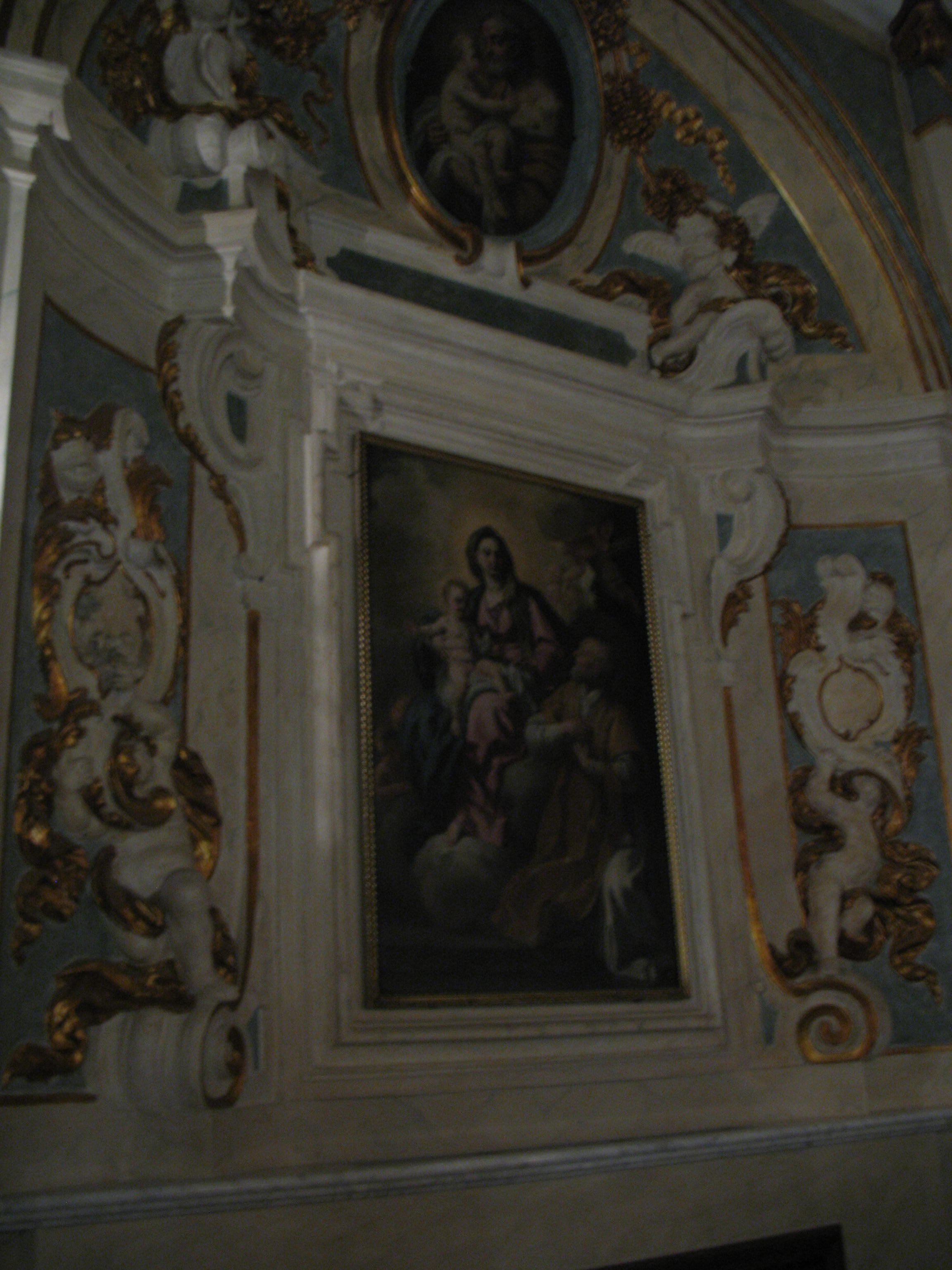
Altare della Sacra Famiglia
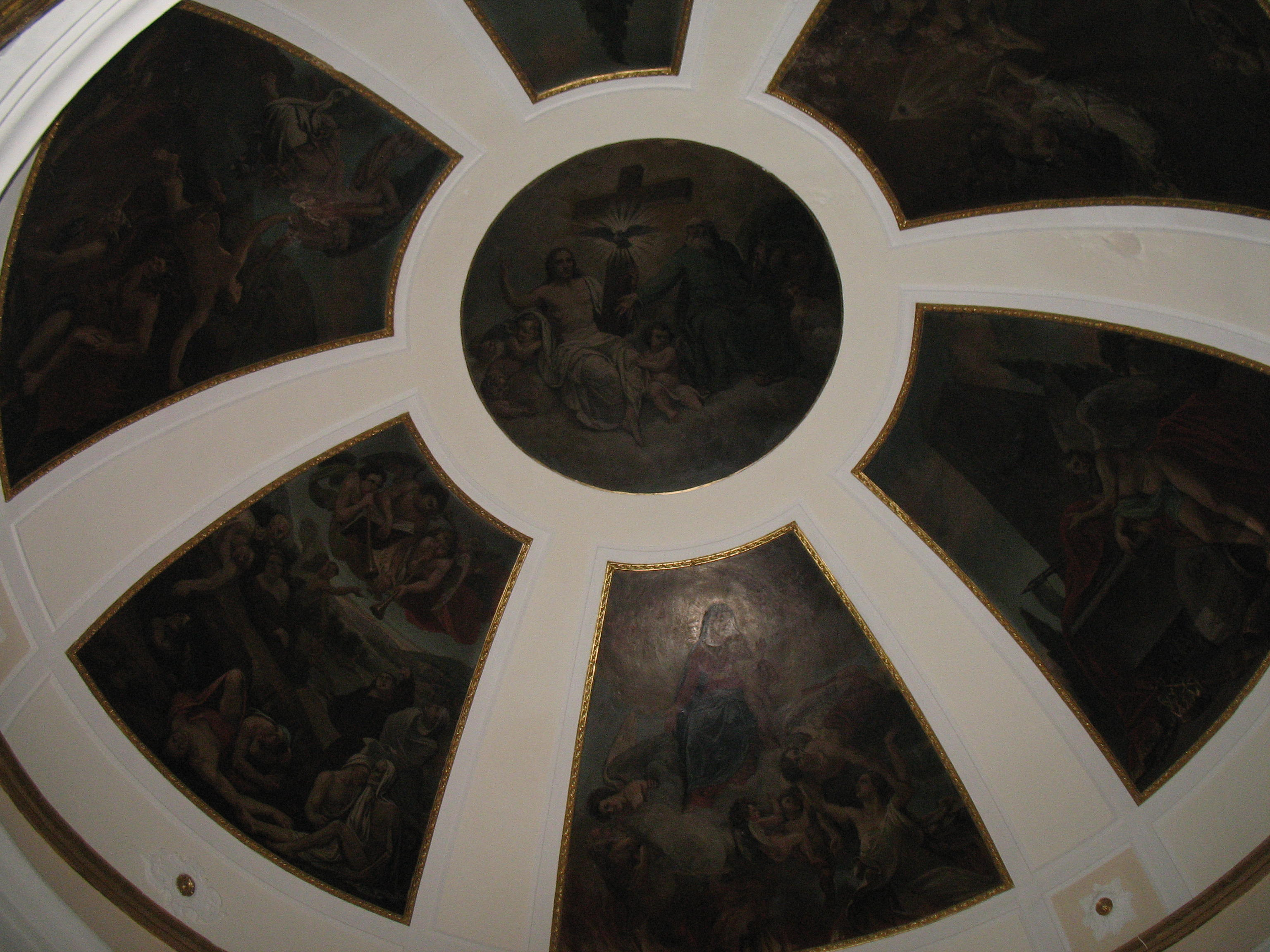
Soffitto affrescato del cappellone della Misericordia

La chiesa è al termine del corso Marrucino, nel Piazzale Trento e Trieste, di impianto tardo cinquecentesco, con pregevoli decorazioni barocche, nasce sulle strutture dell'antico Ospedale dei Pellegrini. Ha facciata in laterizio con portalino lapideo del 1602, è a navata unica con altari laterali racchiusi in arcate.Da notare la seconda cappella a destra, partendo dall'ingresso, dedicata a Sant'Emidio, il santo protettore dei terremoti, con la tela di Enrico Marchiani dell'800. Nel presbiterio d'è la pala dell'altare maggiore raffigurante l' "Incoronazione della Vergine con la Trinità", dell'artista Donato Teodoro; il pulpito e i confessionali sono stati intagliati dall'orsognese Fabrizio De Fabritiis nel 1770. Vi era un gruppo scultoreo molto prezioso, oggi conservato nel Museo Diocesano, rimasto per molto tempo presso la facciata della chiesa. Si tratta di una statua della Madonna della metà XIV secolo, della scuola umbro-abruzzese, raffigurata nel tipico atteggiamento della "vergine Regina", dal particolare del capo che si erge con dignità regale e sul quale doveva esserci una corona, oggi dispersa. Il panneggio si arricchisce di plasticità e cura del particolare.
Seminario Pontificio Regionale abruzzese-molisano "San Pio X"

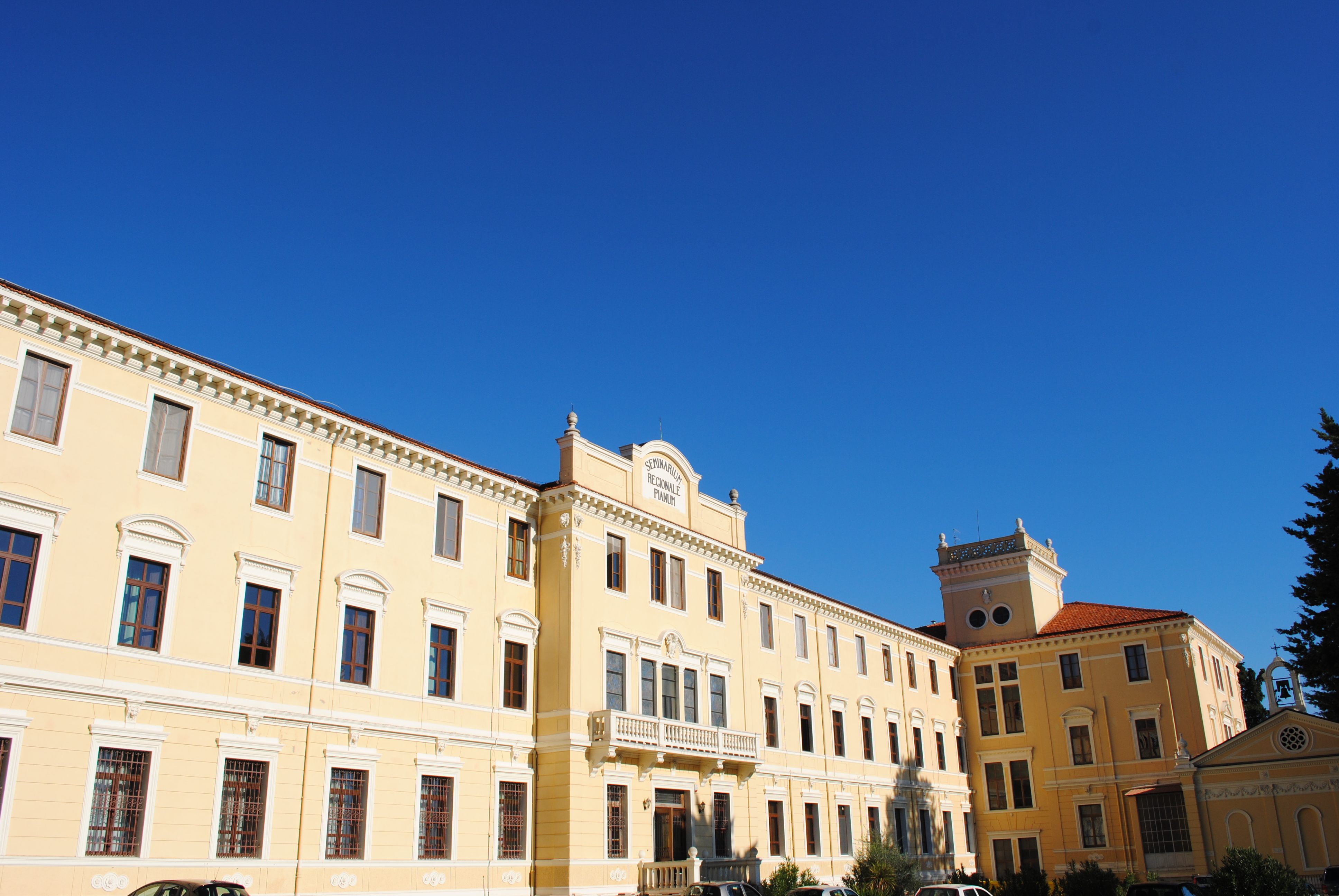
Seminario pontificio regionale

Sorge su un rialzo di piazza Trento e Trieste, andando verso il viale IV Novembre. Fu edificato sopra la Villa Nolli, la cui famiglia mise a disposizione il palazzo per l'istituzione pontificia. Si tratta curiosamente di una parte del centro storico di Chieti di diretta proprietà della Città del Vaticano. Nel 1908 l'Episcopato abruzzese insieme al Visitatore apostolico Monsignor Anselmo Pecci arcivescovo di Acerenza e Matera, tenne una riunione sul problema dell'accentramento dei Seminari, e si convenne che il seminario di Chieti avrebbe ospitato i seminaristi di Lanciano, Ortona, Teramo Penne e Atri, mentre a L'Aquila sarebbero andati i seminaristi di Sulmona e Avezzano. Il primo rettore fu il Padre Domenico Andrei, dal 1908 al 1917, il seminario veniva inaugurato nel 1913 presso la villa, che consta della scuola principale, dentro il monumentale palazzo, di un giardino ricreativo, di uffici e di una cappellina annessa per le funzioni religiose.
Palazzo Opera Nazionale Dopolavoro "Arnaldo Mussolini"
si trova in Piazza Trento e Trieste,, dirigendosi verso la villa comunale, costruzione in stile razionalista opera di Camillo Guerra, realizzata intorno al 1934 sopra gli storici bagni pubblici della villa comunale, che erano in stile neoclassico, e risulta il simbolo del fascismo per eccellenza a Chieti, quanto a costruzioni civili. Il palazzo fu sede dell'Opera Nazionale del Dopolavoro, successivamente fu cinematografo, e dopo l'abbandono, divenne sede del Museo delle scienze biomediche dell'Università "Gabriele d'Annunzio" negli anni '90. Ha doppia scalinata monumentale, e le scale a chioccola si torcono intorno al profilo svettante di due enormi fasci littori laterali, simboli del regime.
Teatro romano di Teate

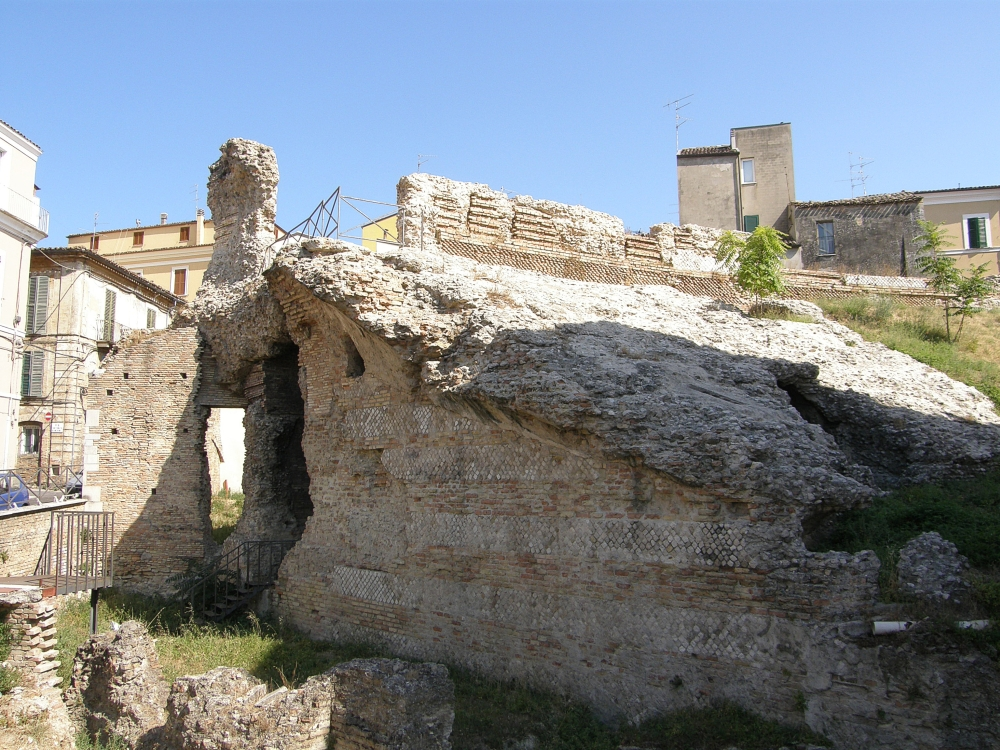
Resti del teatro romano dell'antica Teate

Fuori del quartiere della Civitella e dirigendosi verso il centro di Chieti si possono notare, all'incrocio di Via di Porta Napoli e di Via Generale Pianell, i ruderi del teatro risalente al I secolo d.C., nel Medioevo fu occupato da varie abitazioni, ancora oggi lo nascondono in parte, e fu collegato all'ingresso murario di Porta Napoli. I palazzi che circondano il teatro hanno nascosto del tutto l'orchestra e il proscenio, ed esso è stato "liberato" riportato alla luce solo negli anni '30-'40 del Novecento. Attualmente è visibile il lato nord-orientale del muro della cavea in opus mixtum. La cavea è posta in parte sulle pendici del colle della Civitella e in parte è coperta da volte a botte. Il teatro era composto da due livelli come dimostra parte del corridoio semicircolare che sbarrava il piano sovrastante. Gli spalti potevano contenere circa 5000 spettatori. Il teatro misurava circa 80 metri di diametro. L'ingresso principale immetteva in una salita a gradoni sostituita dal Vico II Porta Reale, così ci si immetteva in un corridoio che era posto sopra la cavea, che verosimilmente si concludeva in giochi di archi.
Villa Ferrante Frigerj e Museo Archeologico Nazionale d'Abruzzo

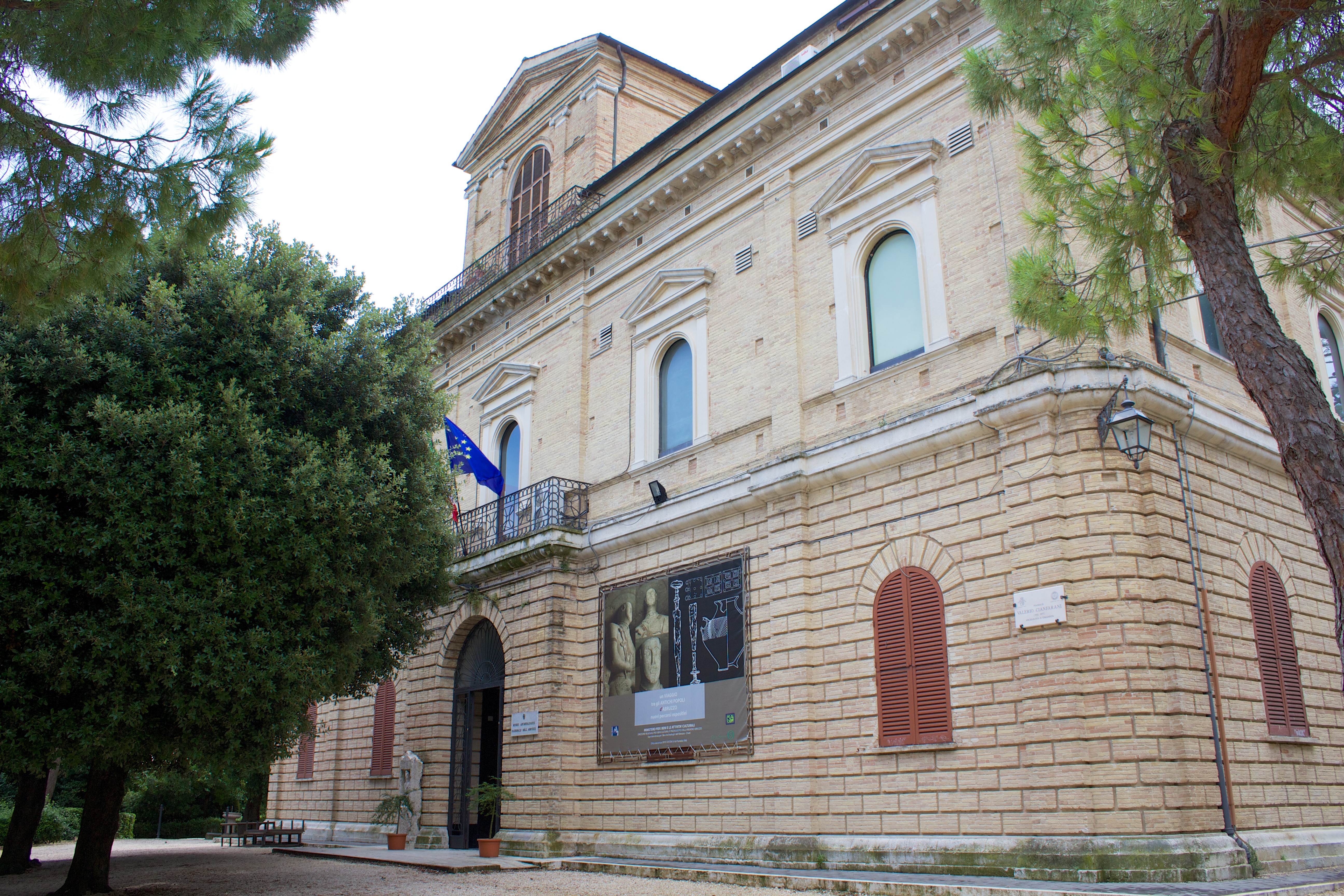
La villa Frigerj, prospetto principale

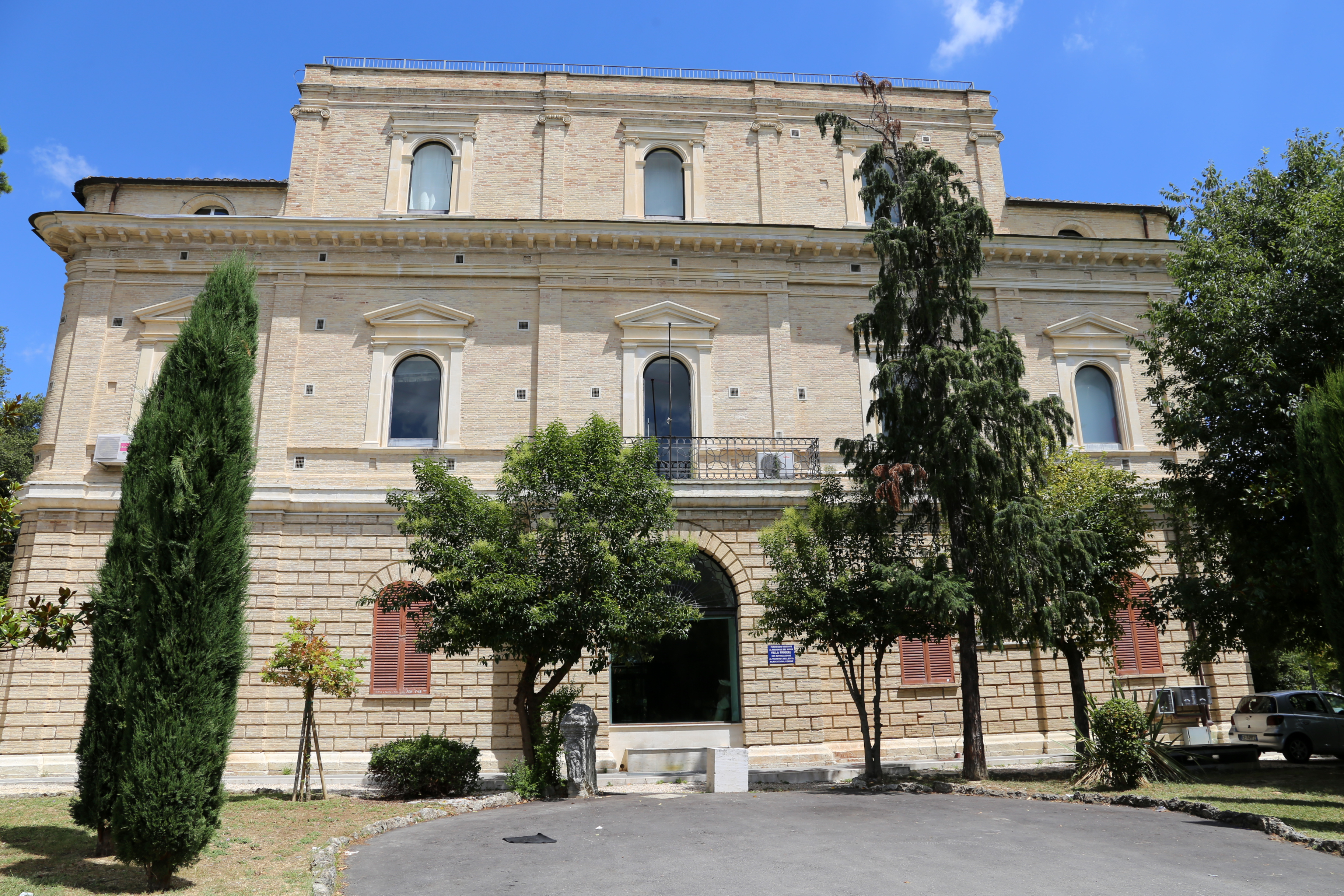
Prospetto posteriore a ovest della Villa Frigerj

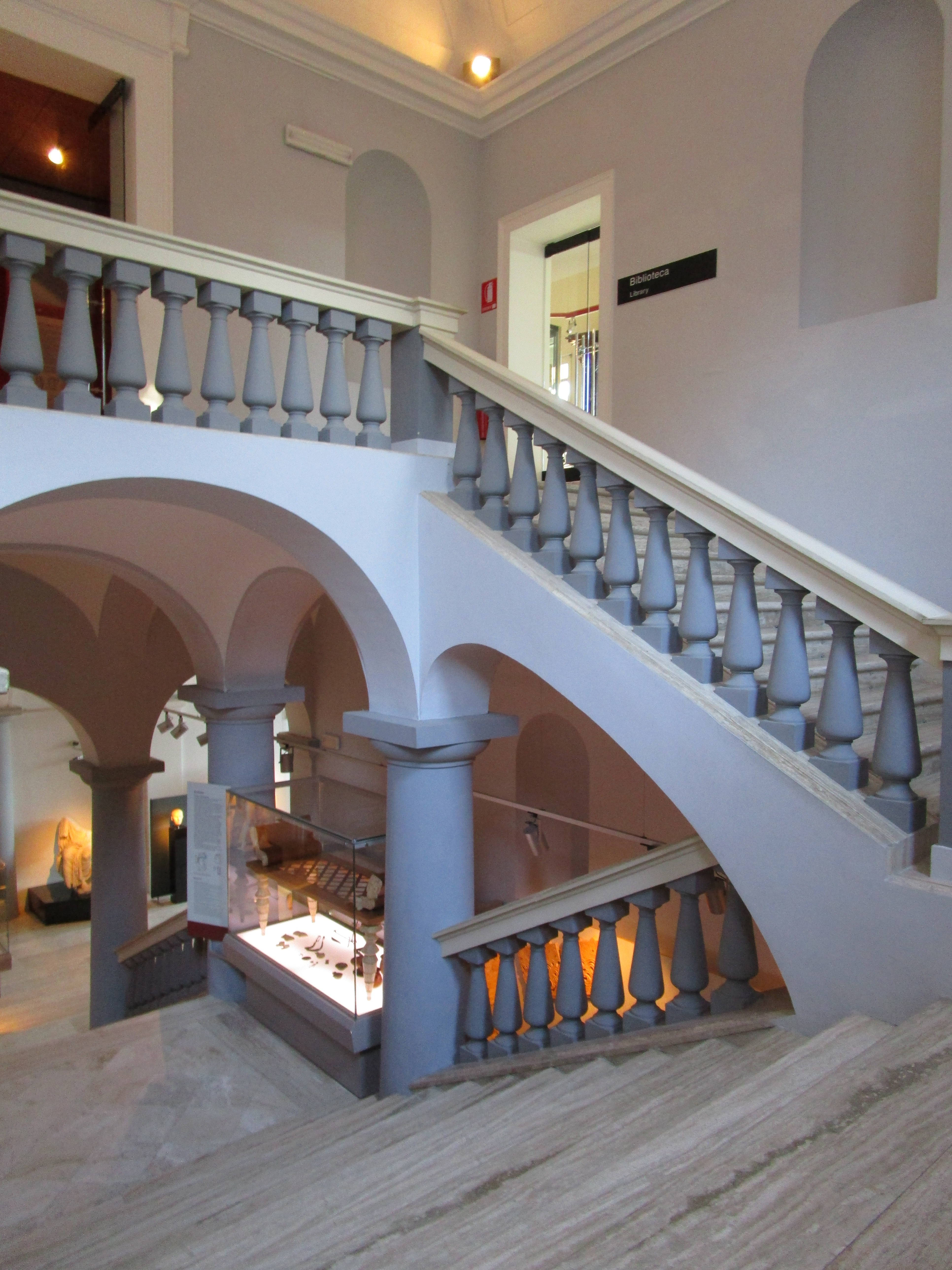
Scalone monumentale di Villa Frigerj

Nel cuore della villa comunale, in posizione rialzata, lungo via Costanzi, sorge la villa. La costruzione dell'edificio iniziò intorno al 1830 per volontà del barone Ferrante Frigerj su progetto dall'architetto Enrico Riccio. La villa fu edificata secondo i dettami del neoclassicismo, includendo elementi propri dello stile liberty. Situato all'interno di un terreno agricolo appartenente in origine alla famiglia Frigerj, la villa fu costruita all'esterno delle mura cittadine, nei pressi di Porta Sant'Andrea, in una zona originariamente proprietà dello storico monastero di Sant'Andrea attuale ex ospedale militare. Nel 1861 poco dopo l'unità d'Italia, la villa del Barone fu la prima sede dell'Istituto Tecnico Commerciale Regio, poi trasferito in una sede più moderna a poca distanza e dedicato all'economia teatino Ferdinando Gagliani. La villa pertanto divenne sede negli anni 30 della prima collezione archeologica dell'Antiquaroum Teatinum, con reperti della Collezione Giovanni Pansa.
Il parco di Villa Frigerj include una serie di strutture architettoniche come sentieri nascosti, un belvedere verso la Majella, un lago circoscritto alla statua di Nettuno e una ricostruzione in tasselli di pietra a terra rappresentante Achille, simbolo della città di Chieti.
Dopo la seconda guerra mondiale, la villa fu ceduta dal comune al demanio, e, nel 1959, per volere dell'allora soprintendente Valerio Cianfarani, divenne sede del Museo archeologico nazionale d'Abruzzo, inaugurato alla presenza del Presidente della Repubblica Giovanni Gronchi. In seguito alla fondazione dell'Università degli Studi "Gabriele d'Annunzio" nel 1960, Villa Frigerj ospitò le prime facoltà istituite dell'ateneo, trasferite successivamente presso il campus universitario di Madonna delle Piane.

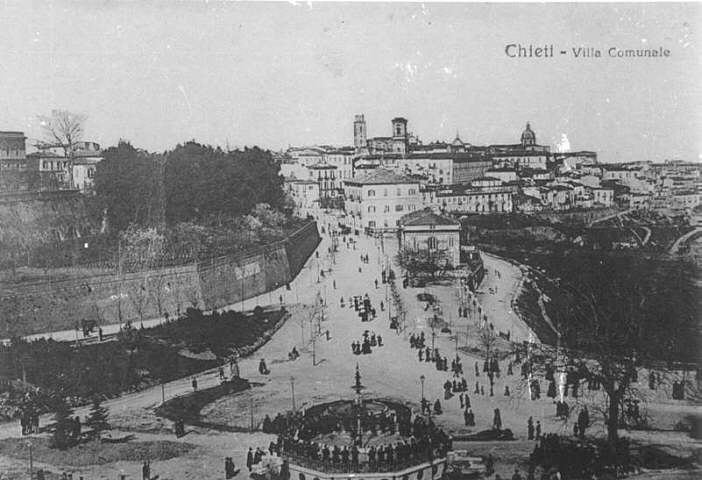
Fotografia storica di Chieti a volo d'uccello, la villa comunale vista dal palazzo del Barone Frigerj

Nel 1984 Villa Frigerj ha subito una ristrutturazione — dovuta all'acquisizione di nuovi reperti museali e alle numerose donazioni da privati — che ha portato all'allestimento attuale. L'ultima riorganizzazione dell'allestimento del Museo archeologico nazionale risale al 2011, su progetto di Mimmo Paladino, che ha ricostruito una stanza dedicata al guerriero di Capestrano. 
Ex Caserma Bucciante e ospedale militare
Si trova nel cuore della villa comunale, accanto alla Villa Frigerj, sede del Museo Archeologico Nazionale. Si trattava di uno storico convento che dava il nome ala contado del rione "Fuera fuori" (ossia fuori le mura della Civitella), fu uno degli ultimi monasteri edificati a Chieti, nel XV secolo, dai Padri Osservanti o Zoccolanti, e dedicato a Sant'Andrea. In disegni seicenteschi la chiesa era ben riconoscibile, dotata di uno svettante campanile a torre. Il convento risale al XV secolo, sorto a sud della città, nell'area della villa comunale. Nel 1809 fu soppresso e trasformato in ospedale militare dei francesi, poi dopo l'Unità la caserma fu intitolata ad "Achille Bucciante", e mantenne tale funzione sino alla fine degli XX secolo. La struttura ha un aspetto tardo ottocentesco, con pochi elementi decorativi data la funzione che doveva ricoprire la nuova costruzione, ed elementi del convento sono visibili solo in alcuni corridoi ad archi, e nel chiostro centrale porticato. Da anni in abbandono, un progetto della Provincia prevede che la caserma ospiti la nuova Biblioteca provinciale De Meis.

### Resti di mura

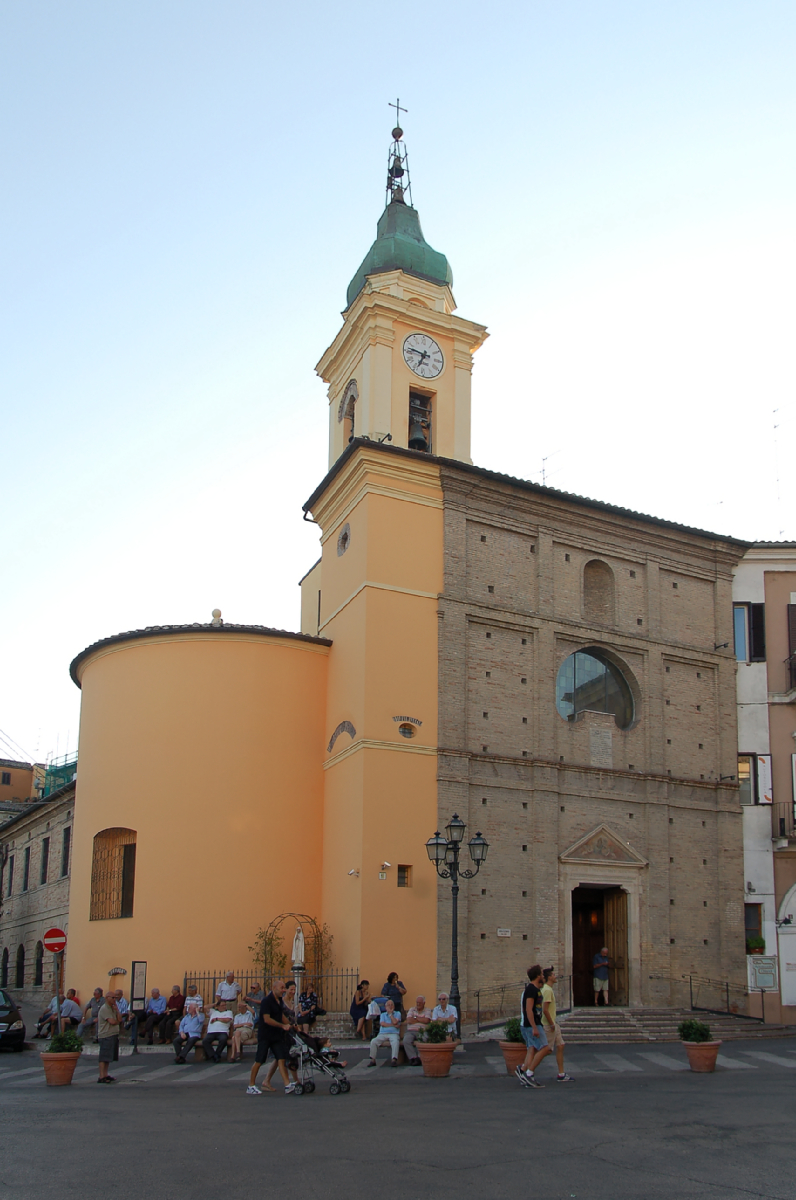
Chiesa della Santissima Trinità, sulla sinistra si vede il cappellone, ricavato dal torrione cilindrico di Porta Sant'Andrea

Si conservano sostanzialmente sulla circonvallazione "Generale Giuseppe Salvatore Pianell", nella parte nord-ovest della Civitella, partendo da Porta Napoli, fino al muraglione moderno dell'anfiteatro romano. Le mura furono inglobate dal XVIII secolo in abitazioni, che conservano ancora tracce di fortificazioni, come i bastioni. Gli ingressi erano:
- Porta Sant'Andrea o delle Tre Croci (Piazza Trento e Trieste): è così chiamata perché vi si accedeva dalla piana dell'ex convento di Sant'Andrea degli Zoccolanti, trasformato nel XIX secolo in ospedale militare e caserma Bucciante, e incluso nella villa comunale ottocentesca. La chiesa della Santissima Trinità era una cappella, che nel 1456 venne incorporata nelle mura del rione Civitella o Fiera, quando il camerlengo Mascio Alucci fece costruire due grandi torrioni cilindrici che includevano nel mezzo una porta, a delimitare un nuovo accesso alla città; su una torre fu inciso HOC OPUS FECIT FIERI MASIUS ALUSIUS CAMERARIUS CIVITATIS THEATINAE. 1456. Cambiò nome anche in "porta di Santa Croce" per la presenza della chiesa della Santissima Trinità. Nel XIX secolo ci furono delle demolizioni, e così uno dei due torrioni, che doveva trovarsi all'inizio di via IV Novembre, dall'accesso del Seminario pontificio "San Pio X", andò demolito. L'altro torrione cilindrico rimase attaccato alla chiesa. Ci fu un progetto di ricostruzione della porta in stile monumentale, con uno spazio per tre archi di ingresso, tra i due torrioni, ma non se ne fece nulla. Sempre in questi anni l'ex torrione viene adibito alla cappella della Misericordia della chiesa.

- Porta Reale (o porta Napoli, via di Porta Napoli, presso il teatro romano): rimane attualmente solo un frammento di muro, allo sbocco di via di Porta Napoli su viale G. Salvatore Pianell. Era così chiamata per l'accesso provenendo dalla strada di Napoli, già nella prima metà del XIX secolo non esisteva più.

### Monumenti pubblici
- Fontanone monumentale in ghisa: acquistata nel 1883 all'Esposizione Nazionale di Parigi, fu inizialmente collocata in piazza San Giustino sino all'epoca del fascismo, per poi essere collocata nella zona centrale della villa comunale: piazza Giuseppe Mazzini. La fontana è molto ben lavorata, si compone di una vasca centrale in pietra, sopra cui si trova il monumento vero e proprio, caratterizzato da vasche circolari a vaso, da cui parte il fusto centrale ben ornato di dettagli in ferro battuto.

- Monumento ai Caduti della Grande Guerra: si trova nella villa comunale seguendo il viale IV Novembre, realizzato nel 1924 in occasione dell'anniversario della vittoria della Grande guerra. Il monumento è caratterizzato da due soggetti: in cima a un grande piedistallo di marmo c'è un soldato che sventola bandiera, esultante per la liberazione delle terre irredente di Trento e Trieste, come è riportato dall'iscrizione dedicatoria; in basso c'è un militare esanime, e tra i due un piedistallo bronzeo lavorato su tutte le facce del blocco marmoreo. Frontalmente sono raffigurate delle vittorie alate che volano sulla flotta di navi, sul lato destro si scorge l'Arena di Pola, emblema dell'impresa di Raffaele Paolucci e Raffaele Rossetti il 1º novembre 1918 in Istria; sul lato sinistro invece si intravede il castello del Buonconsiglio di Trento e su quello posteriore un cavaliere in ghirlanda. A far da contrapposto al fante glorioso c'è uno sperone roccioso tra i sacchi della trincea. Di pregio è la resa naturalistica del viso del soldato, descritto in dettagli che lasciano trapelare il moto psicologico.

- Statua del Nettuno e busti di uomini illustri: la fontana si trova nella parte più meridionale della villa, in uno stagnetto elegante, sorge sopra un piedistallo, e assume le fattezze del dio greco nell'atto di brandire un tridente con una mano, con l'altra agguanta un delfino per la coda, segno di potere indiscusso dei mari. Il percorso di questa parte della villa è dedicato anche alle erme dei personaggi illustri che hanno fatto la storia di Chieti tra Otto e Novecento, tra cui Gennaro Ravizza, Augusto Pierantoni e Giovanni Chiarini.

### Musei
- Museo Archeologico Nazionale d'Abruzzo: istituito nel 1984 presso la villa del barone Ferrante Frigerj, già sede del Rettorato dell'Università degli Studi "Gabriele d'Annunzio", ospita una ricca collezione di gran parte del patrimonio archeologico italico-romano di tutto l'Abruzzo.
- Museo archeologico La Civitella: ospitato in una moderna struttura realizzata nel 2014 sotto l'arena dell'anfiteatro romano, accessibile dalla via G. Salvatore Pianell, ospita la storica collezione novecentesca dell'Antiquarium Teatinum, e poi nuove scoperte archeologiche rilevate nel centro storico di Chieti. Infatti il materiale, tra cui il sepolcro di Lusius Storax, frontoni di templi italici, si concentra principalmente nel ricostruire la storia preistorica, italica e romana di Chieti, e del territorio circostante.

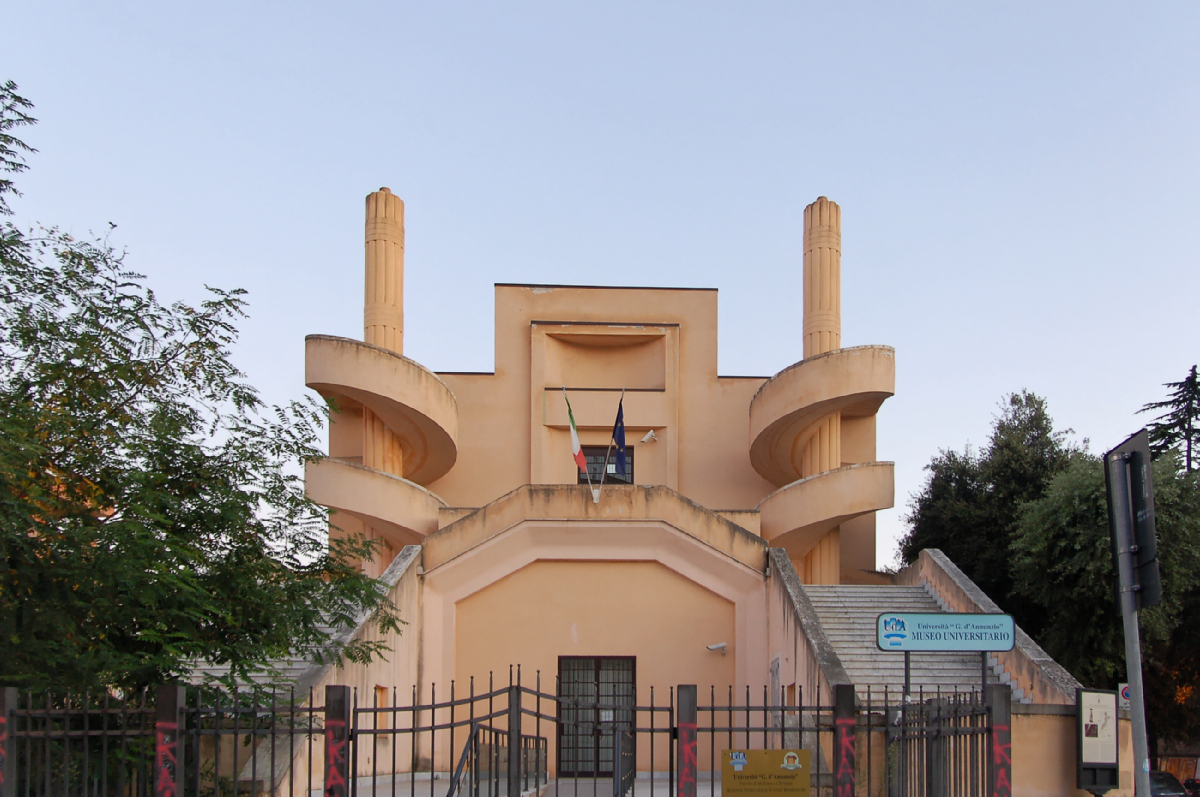
Palazzo dell'ex OND, sede del Museo universitario di scienze

- Museo universitario di scienze biomediche: esposto all'interno dell'ex Palazzo OND in piazza Trento e Trieste, è stato inaugurato nel 1994 dall'Università degli Studi "Gabriele d'Annunzio", con prima sede nel Palazzo De Pasquale, nel rione di Santa Maria. Ancora prima una decina d'anni addietro il museo era allestito in una piccola collezione all'interno del Campus Universitario. L'inaugurazione nel Palazzo De Pasquale ci fu nel 1998. L'intendo del museo era quello di introdurre allo studio e alla conoscenza delle Scienze Naturali e della Storia della Scienza verso la biologia e la medicina, la ricerca archeologica nel territorio abruzzese, la medicina, la paleontologia. Dal 2010 ha assunto la denominazione di "museo universitario" della Storie di Scienze. Inizialmente le collezioni erano composte da materiali paleontologici, antropologici e storici legati alla storia della medicina e del popolamento, concessi in prestito temporaneo dalla Soprintendenza Archeologica d'Abruzzo; la prima collezione è quella di Adriano Antonucci di 2951 pezzi, una serie di reperti preistorici, una collezione di sabbie, reperti dal sito di Palena (CH), comune in cui esiste uno specifico di Paleontologia Abruzzese nel castello ducale, e una collezione mineralogica. Negli anni a seguire il museo si è arricchito di varie altre collezioni.
Si ricordano le collezioni del Liceo classico "Giambattista Vico" di Chieti, l'Istituto "Isabella Gonzaga" e il Seminario pontificio regionale "San Pio X": strumenti scientifici, campioni naturalistici, preparati anatomici e libri di testo.
  - Collezione "Giambattista Vico": animali impagliati, minerali, rocce e strumenti da laboratorio, la Sfera armillare in legno e carta del XVIII secolo, la bussola in radica e noce del XVII secolo.
  - Collezione Gonzaga: erbari, campioni naturali, campioni mineralogici, modelli anatomici.
  - Collezione "San Pio X": donata nel 2013, con 6.275 pezzi.
  - Collezione privata, donazioni di Helen e Paul Critchely, un ambulatorio medico stile Novecento, collezioni Flavio Bacchia, Luigi Capasso, le tartarughe artistiche, dipinti di Aligi Sassu
  - Collezione malacologica: collezione di Giuseppe Colamonaco, donata nel 2015, materiali rinvenuti nel Mar Adriatico e sul Mar Ionio: 4.400 esemplari per un totale di 777 specie tra bivalvi, scafopodi, gasteropodi, cefalopodi, poliplacofori.

## Strade e piazze

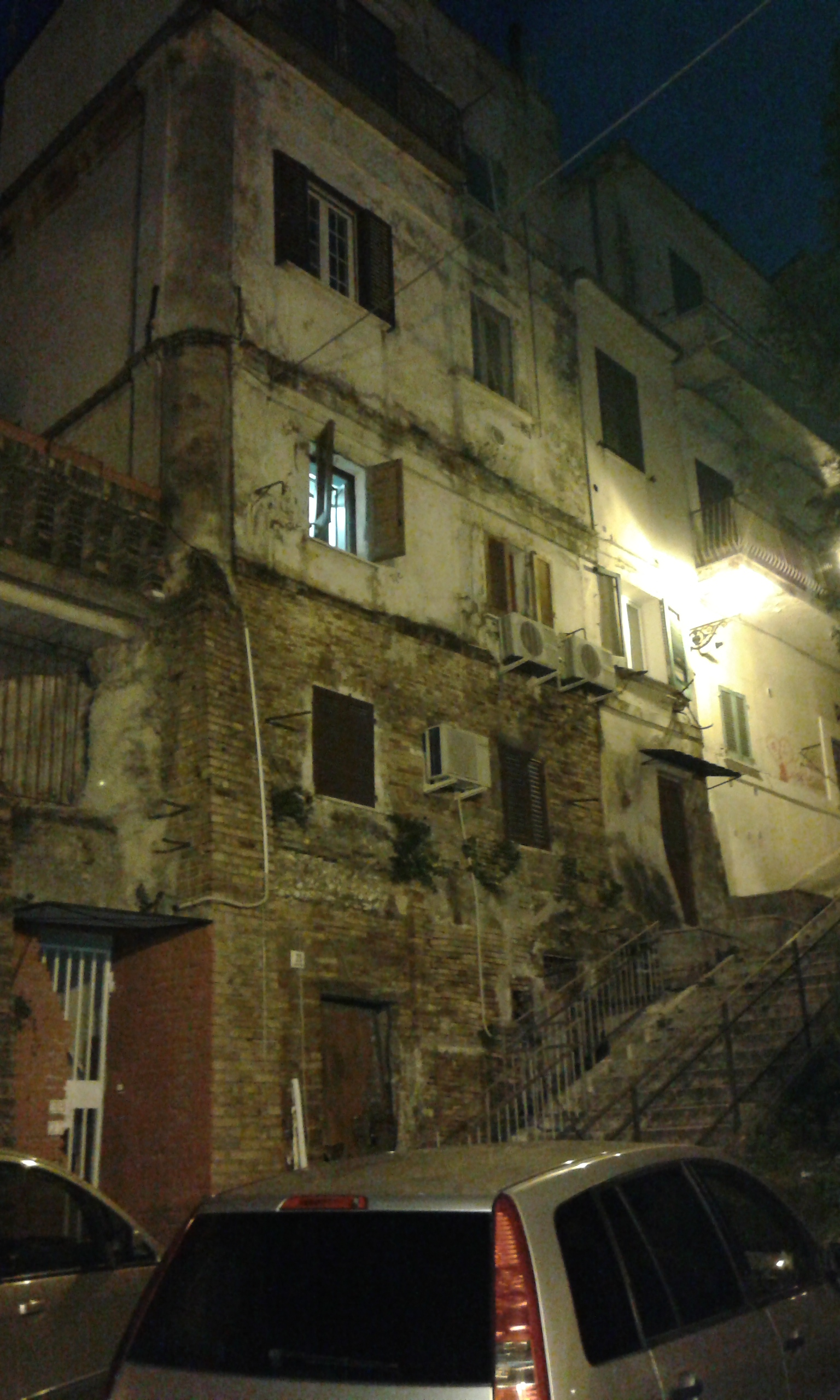
Scorcio notturno di una parte del rione Civitella

- Via Gennaro Ravizza: cardo principale della parte alta della Civitella, vi confluiscono via Gabriele Rossetti, via San Rocco, via dei Celestini; verso nord si collega con il viale Silvio e Bertrando Spaventa, per accedere al quartiere San Paolo.
- Via di Porta Napoli: zona del teatro romano.
- Piazza Trento e Trieste: area centrale di ingresso al centro storico, al corso Marrucino. Vi si affaccia la chiesa della Santissima Trinità.

## Trasporto
L'area della Civitella è attraversata dalla tratta dell'Autolinee "Gruppo La Panoramica". Il percorso dell'autolinea è la Circonvallazione Pianell, venendo da via Elvia Priscilla, o da via Silvio e Bertrando Spaventa, percorre tutta la circonvallazione Pianell, oppure ridiscende da via Nicoletto Vernia, in piazza Trento e Trieste, scendendo in viale della Liberazione, oppure immettendosi in via Principessa di Piemonte, a seconda delle tratte prestabilite dalla corsa.
Benché la parte più alta della Civitella sia accessibile alle auto, è zona traffico limitato.